# Тяжёлый крейсер
Тяжёлый крейсер — подкласс артиллерийских крейсеров, строительство которых велось с 1916 по 1953 год. Термин «тяжёлый крейсер» был официально введён Лондонским морским договором 1930 года для отличия их от менее крупных лёгких крейсеров, вооружённых артиллерией калибра не более 155 мм. До 1930 года тяжёлые крейсера именовались «вашингтонскими». Стандартное водоизмещение тяжёлых крейсеров ограничивалось 10 тыс. тонн, а калибр артиллерии — 203 мм. В системе морских вооружений тяжёлые крейсера занимали промежуточное место между лёгкими и линейными крейсерами. В ряде стран, в частности, в Германии и СССР, существовали или проектировались тяжёлые крейсера, существенно отличавшиеся от международного стандарта. Тяжёлые крейсера составляли важную часть флотов всех ведущих морских держав и принимали активное участие во Второй мировой войне. После её окончания небольшое число единиц сохранилось во флотах Аргентины, Испании и США. Последние корабли этого класса были списаны в 1991 году, после долгого пребывания в резерве.

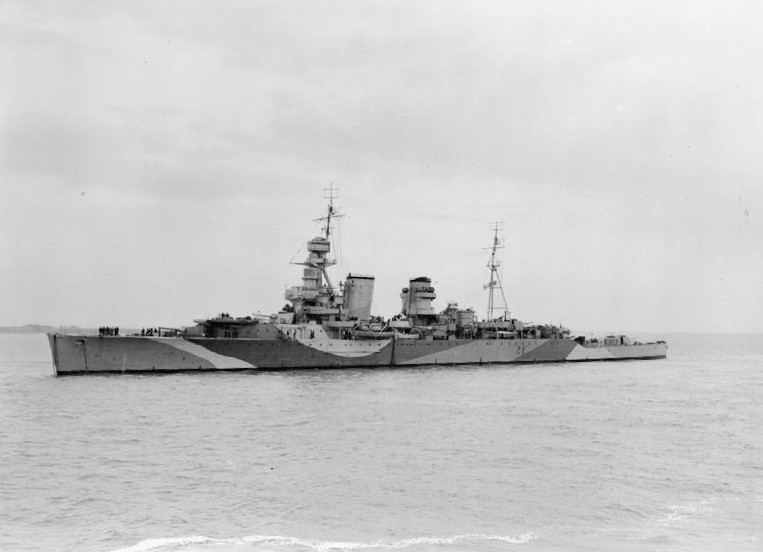
«Хокинс» (Великобритания) — первый тяжёлый крейсер в мире…

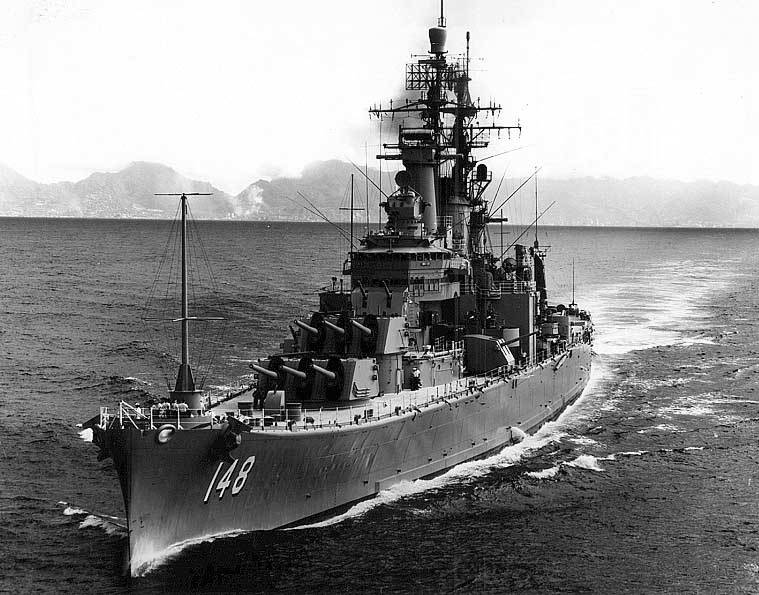
…и последний из достроенных — американский «Ньюпорт-Ньюс»

## Стандартный «вашингтонский» крейсер

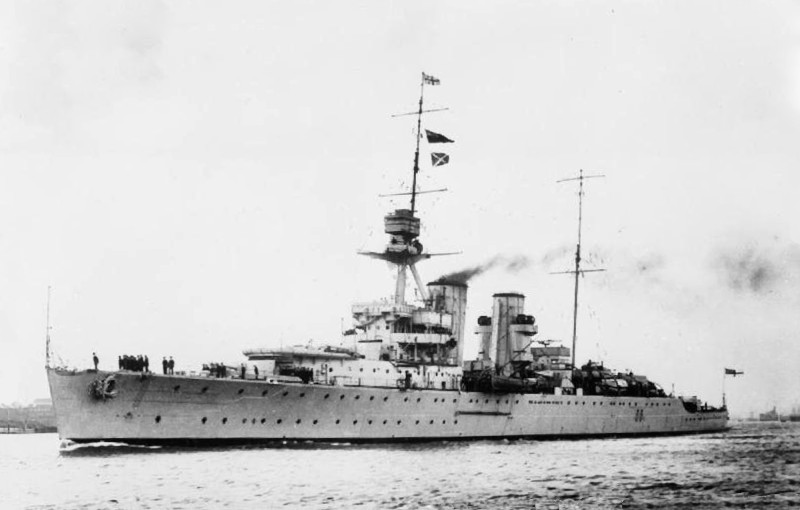
Крейсер «Фробишер» типа «Хокинс»

Появлению класса тяжёлых крейсеров военно-морская история обязана английским морякам и дипломатам ведущих государств Запада. В 1915 году Британское адмиралтейство, разделавшись с немецкими крейсерами-рейдерами и опасаясь новых гипотетических немецких рейдеров с мощным вооружением, заказало промышленности серию крейсеров, которые должны были превзойти любой перспективный немецкий крейсер по всем статьям. Поскольку вооружение ожидаемых противников предполагалось в виде 150-мм орудий, Адмиралтейство пожелало видеть на новейших «истребителях рейдеров» самую крупнокалиберную артиллерию, которая ещё допускала бы ручное заряжание и при этом превосходила бы немецкие 150-миллиметровки по дальности стрельбы. В итоге новые крейсера получили 190-мм орудия. Впрочем, строительство крейсеров типа «Хокинс» (англ. Hawkins; также встречается транскрипция «Хаукинс») в итоге затянулось и на Первую мировую войну корабли не попали.
Но когда в 1922 году на Вашингтонской конференции по ограничению морских вооружений было принято решение об ограничении качественных характеристик кораблей, в том числе крейсеров, англичанам не захотелось расставаться с новейшими и очень дорогими кораблями, и они настояли на принятии характеристик «Хокинсов» в качестве стандартных. Этому весьма способствовало и то впечатление, которое произвели «Хокинсы» на военно-морские круги мира. К примеру, Япония и США незамедлительно принялись разрабатывать крейсера, как минимум, не уступающие британским новинкам.
В результате основные договаривающиеся стороны вполне благожелательно отнеслись к пожеланиям британской делегации. Так появились статьи XI и XII Вашингтонского договора 1922 года, запрещавшие строить крейсера водоизмещением более 10 тыс. тонн (английские тонны) и с артиллерией крупнее 203 мм. Количество вновь построенных крейсеров не ограничивалось, но имелись суммарные ограничения на тоннаж флота в пропорции: 5:5:3:1,75:1,75 соответственно, для США, Великобритании, Японии, Франции и Италии. Поскольку на строительство линкоров был объявлен мораторий, началась «крейсерская» лихорадка. Её особенности хорошо иллюстрируют слова американского адмирала Роберта Кунца:

Теперь, когда на увеличение тоннажа военных флотов наложены ограничения, начинается новое соревнование. Это соперничество будет погоней за качеством…
— Патянин, Дашьян, 2007, с. 15

## Первое поколение тяжёлых крейсеров

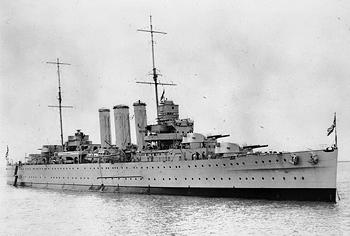
Тяжёлый крейсер «Корнуэлл» типа «Кент»

### Тяжёлые крейсера Великобритании
Особые требования Британской империи породили и весьма специфический проект «вашингтонского» крейсера. Основной задачей этого подкласса крейсеров виделись действия на коммуникациях империи, охватывавших весь мир. В соответствии с этим, корабли проектировались с упором на значительную дальность плавания, хорошую мореходность и комфортные условия для экипажа. Вооружение новых крейсеров из восьми 203-мм орудий «съедало» всё остальное водоизмещение в пределах договорного лимита, и тип «Кент» (англ. Kent) формировался вокруг артиллерии главного калибра. Платой за превосходные морские качества стала фактическая беззащитность новых крейсеров перед огнём противника, причём опасность для них представляли не только корабли того же класса, но также лёгкие крейсера и даже эсминцы. Относительно защищёнными были только погреба главного калибра, а борт имел лишь очень короткий и тонкий противоосколочный пояс. Первоначально Адмиралтейство планировало заказать 17 крейсеров подобного типа, но финансовые трудности, равно как и очевидные недостатки проекта, сократили это количество до 5. Кроме того, ещё два крейсера этого типа были построены для ВМС Австралии.

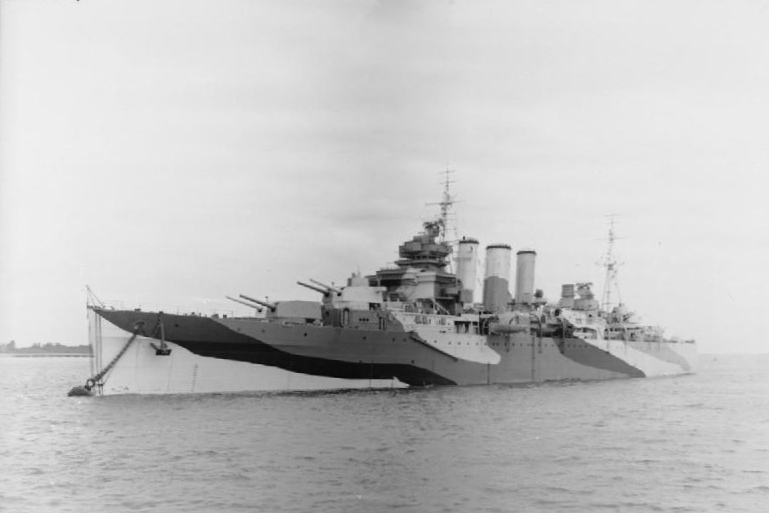
Тяжёлый крейсер «Шропшир» типа «Лондон»

Уже после закладки крейсеров типа «Кент» британские моряки убедились, что они существенно уступают зарубежным крейсерам по бронированию и скорости хода. Учитывая высокие требования Королевского флота к дальности плавания и мореходности британских кораблей, существенно усилить бронирование не представлялось возможным, и защита на 2-й серии британских «вашингтонцев» — типе «Лондон» (англ. London) — была лишь незначительно улучшена. Удалось только увеличить скорость хода за счёт отказа от противоторпедных булей, что, в свою очередь, ухудшило противоторпедную защиту. В течение 1929 года в состав британских ВМС вошли четыре крейсера этой серии.
Уже в ходе постройки британские крейсера подвергались жёсткой критике за очевидные диспропорции в соотношении наступательных и оборонительных качеств. Однако все попытки конструкторов дать кораблям более солидную защиту натыкались на ограничения предельного стандартного водоизмещения. В итоге построенные к 1930 году два крейсера типа «Норфолк» (англ. Norfolk) немногим отличались от предыдущих. Фактически, удалось лишь несколько усилить бронирование артиллерийских погребов, прочие изменения носили частный характер.
В 1927—1930 годах британский флот получил 13 крейсеров трёх серий, в военно-морской литературе обычно собирательно именуемых типом «Каунти», поскольку все они были очень близки по конструкции и носили названия английских графств (англ. County). Крупные и высокобортные, с архаичной архитектурой они были вполне приспособлены для действий на коммуникациях, где главную роль играли не боевые качества кораблей, а их большая дальность плавания. Более того, эти корабли показали свои наилучшие качества при операциях в полярных водах, где их мореходность была более чем востребована. Вместе с тем, слабость защиты подтолкнула разработку проектов коренной модернизации крейсеров, которые стали разрабатываться сразу после вступления крейсеров типа «Каунти» в строй.

### Тяжёлые крейсера Франции

«Дюкень», схема

В 1920-х годах французский Морской Главный Штаб пережил очередное увлечение крейсерами. По планам этого ведомства французский флот должен был получить 21 тяжёлый крейсер. Первая пара крейсеров подкласса была заложена в 1924—1925 годах. Крейсерам типа «Дюкень» (фр. Duquesne) отводилась роль дальних разведчиков при эскадре и защитников коммуникаций. Проект был разработан на базе лёгких крейсеров типа «Дюгэ Труэн» и унаследовал от них крайне слабую защиту, ограниченную артиллерийскими погребами, из-за чего был прозван «картонным». Впрочем, скоростные и мореходные качества крейсеров этого типа были на высоте.

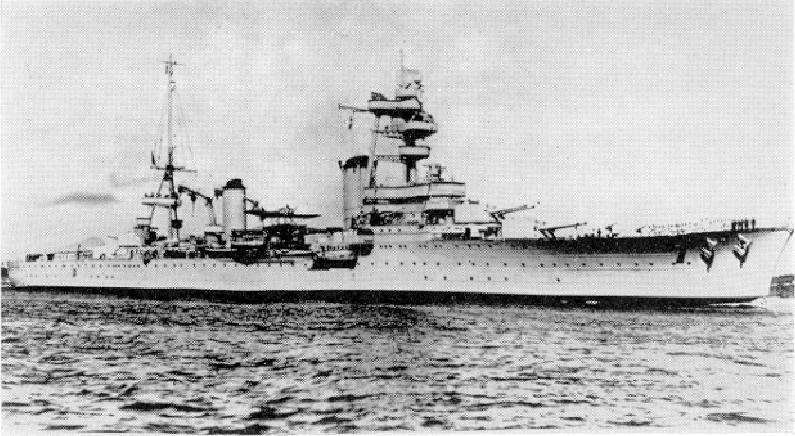
Тяжёлый крейсер «Фош» типа «Сюффрен»

На четвёрке следующих крейсеров типа «Сюффрен» (фр. Suffren) защита начинает усиливаться под влиянием известий о характеристиках тяжёлых крейсеров вероятного противника — Италии. Первые два корабля серии «Сюффрен» и «Кольбер» (фр. Colbert) уже несли бортовой броневой пояс за счёт некоторого снижения скорости в сравнении с типом «Дюкень», но его толщина оставалась незначительной. На крейсере «Фош» (фр. Foch) от бортового пояса отказались в пользу внутренней броневой переборки, которая имелась и на последнем крейсере типа «Дюпле» (фр. Dupleix). Будучи формально однотипными, корабли серьёзно различались между собой именно бронированием. Так, масса брони постоянно увеличивалась, достигнув 1553 тонн на «Дюпле» в сравнении с 645 тоннами на «Сюффрене».

### Тяжёлые крейсера США

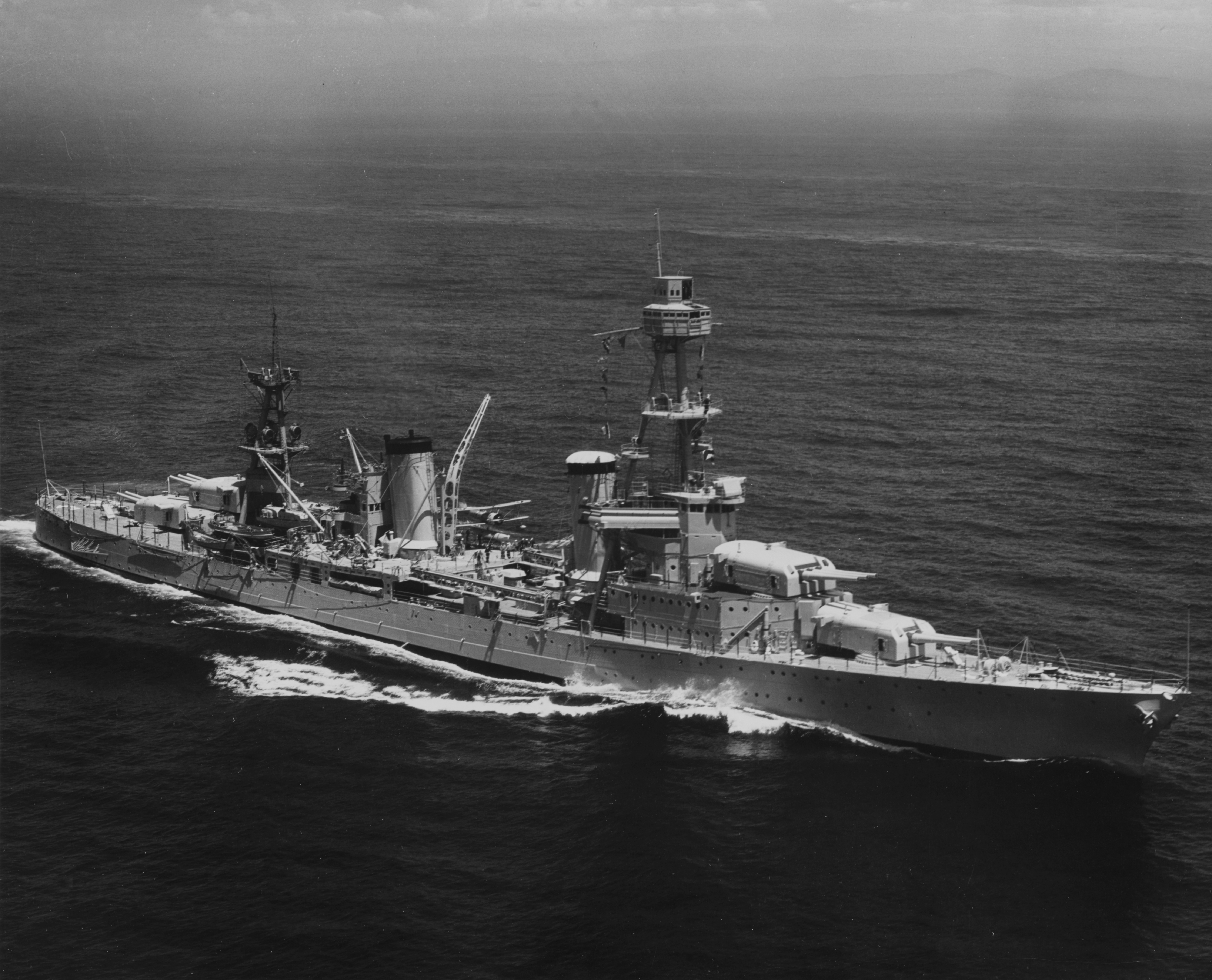
Тяжёлый крейсер «Пенсакола»

К проектированию крейсеров с 203-мм артиллерией американцы приступили ещё в 1919 году. Основной проблемой было противоречие между концепциями относительно тихоходного, но хорошо защищённого «эскадренного» крейсера и быстроходного защитника торговли. После вступления в силу вашингтонских ограничений проектировщики пришли к компромиссу, и первая пара американских тяжёлых крейсеров типа «Пенсакола» (англ. Pensacola) оказалась чем-то средним. Мощная артиллерия из 10 203-мм орудий в комбинации двух- и трёхорудийных башен, высокая скорость сочетались с ограниченной бронезащитой, пригодной лишь для противостояния огню эсминцев. Бой с лёгкими крейсерами предполагалось вести с безопасных дистанций, но восьмидюймовые снаряды иностранных «вашингтонцев» пробивали броню «Пенсакол» с любой дистанции. Остойчивость и мореходность оставляли желать лучшего: остойчивость была избыточной и как следствие — резкая, стремительная, порывистая качка.

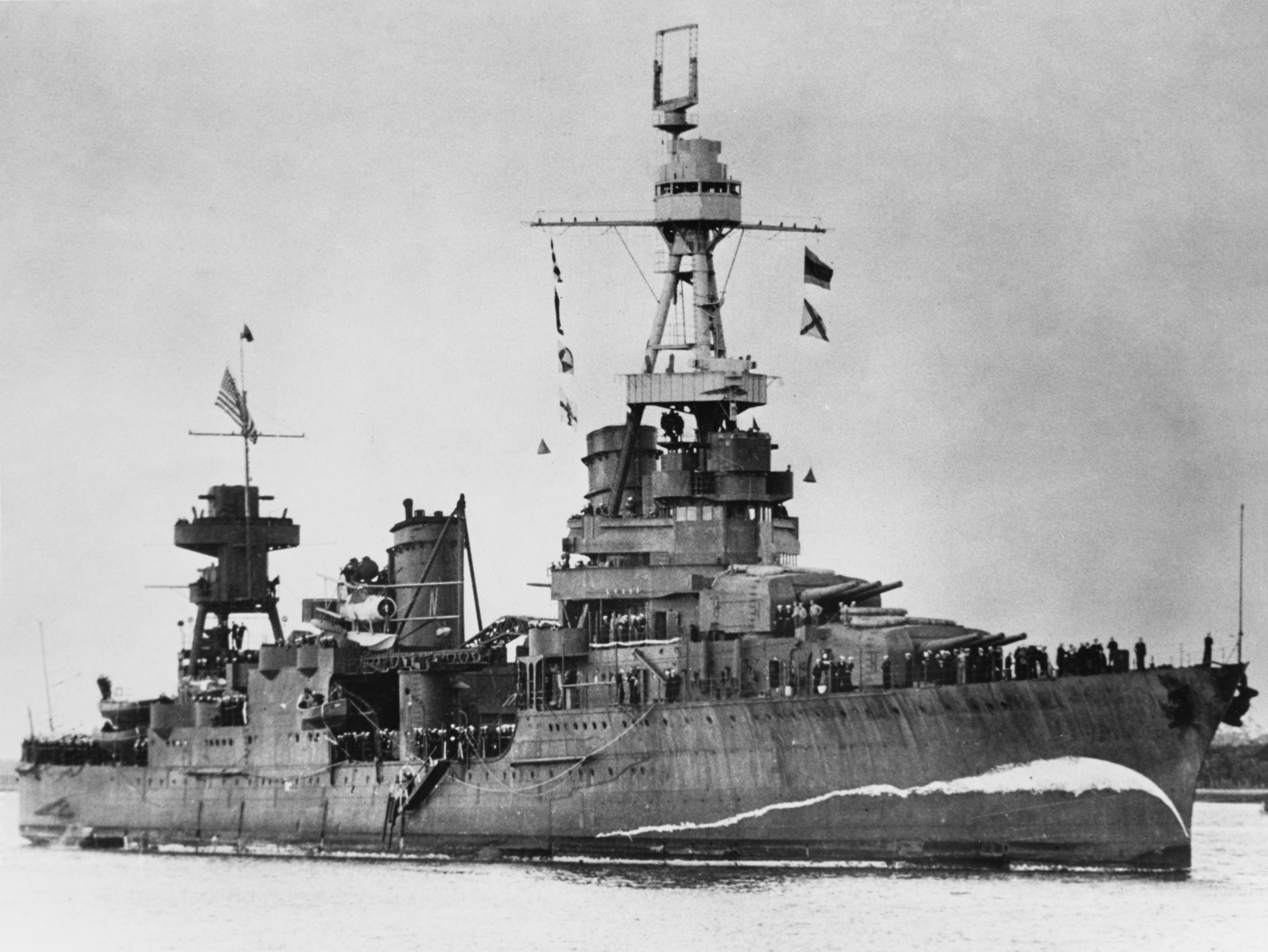
Тяжёлый крейсер «Нортхэмптон»

Сразу за первой парой крейсеров американцы заложили уже 6 кораблей типа «Нортхэмптон» (англ. Northampton). Основные изменения коснулись главного калибра, состоявшего теперь из девяти орудий в трёхорудийных башнях. У «Нортхэмптонов» появился полубак, улучшивший мореходность, но броневая защита изменилась незначительно и по-прежнему не защищала от 203-мм снарядов. Вместе с тем и «Пенсакола», и «Нортхэмптон» получились недогруженными кораблями — их водоизмещение было ниже вашингтонского лимита на 900 тонн.

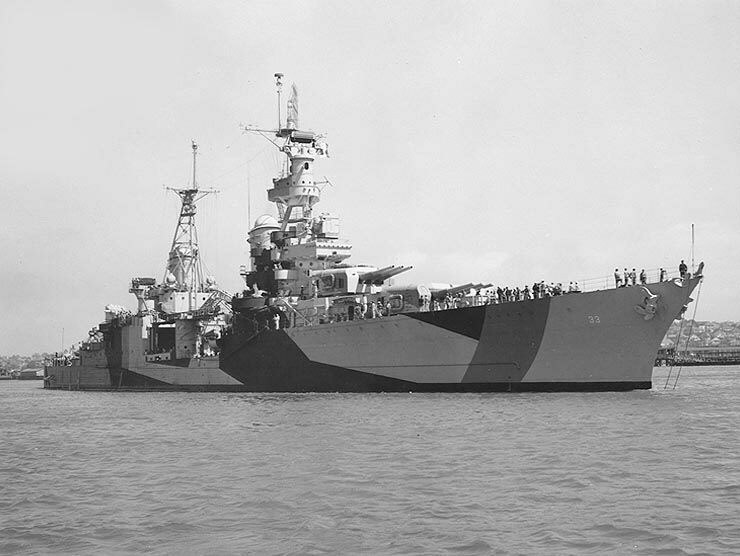
Тяжёлый крейсер «Портленд»

Слабая защита первых тяжёлых крейсеров привела американских моряков к мысли о кардинальной переработке проектов. Закладка лишь слегка усовершенствованных крейсеров типа «Портленд» (англ. Portland) была вынужденным шагом, призванным загрузить промышленность в условиях великой депрессии. Поэтому вместо 7 предполагаемых кораблей построили только два. В принципе мало отличаясь от предыдущих типов, «Портленды» получили усиленное бронирование погребов, защищавшее от 203-мм снарядов, и более мощную зенитную артиллерию. Стандартное водоизмещение впервые достигло договорного лимита.

### Тяжёлые крейсера Италии

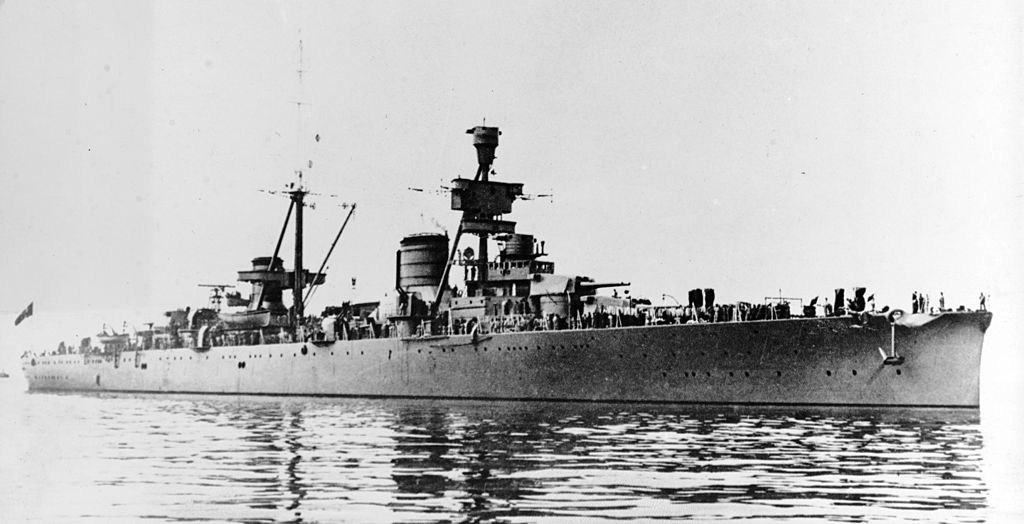
Тяжёлый крейсер «Тренто»

Свои первые «вашингтонские» крейсера итальянские кораблестроители начали проектировать в 1923 году. На корабли этого типа возлагались огромные и даже преувеличенные надежды, вплоть до исполнения ими функций главной ударной силы флота. Ставка изначально делалась на максимально высокую скорость и мощное вооружение. Ради этого жертвовали мореходностью и дальностью плавания. Считалось, что превосходство в скорости позволит крейсерам свободно выбирать дистанцию боя и избегать ответного огня. В итоге итальянские крейсера типа «Тренто» (итал. Trento) оказались, по крайней мере на бумаге, скоростными рекордсменами 1920-х годов. На испытаниях крейсера показали скорость близкую к 36 узлам, хотя в ходе повседневной службы редко развивали более 31 узла. Несмотря на приоритет скоростных характеристик, итальянские конструкторы смогли оснастить крейсера полноценным броневым поясом и броневой палубой, защищавшими их от огня лёгких крейсеров. Вместе с тем корабли несли совершенно неудовлетворительную артиллерию главного калибра — дававшую огромный разброс снарядов.

### Тяжёлые крейсера Японии

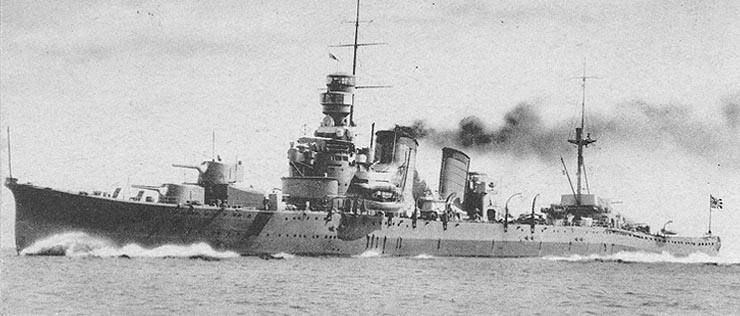
Тяжёлый крейсер «Фурутака»

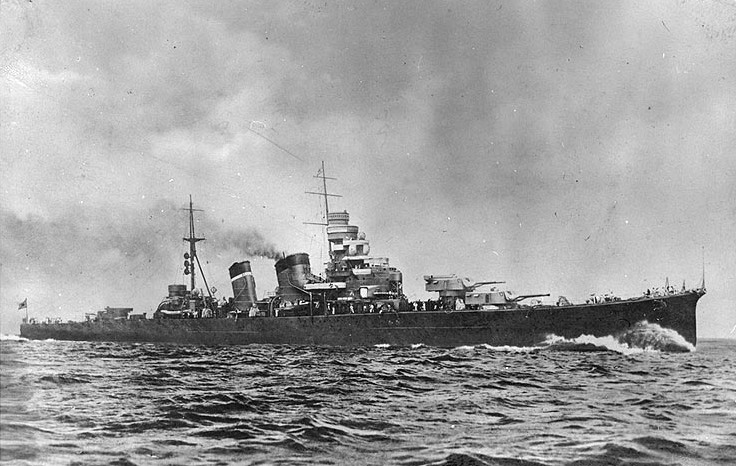
Тяжёлый крейсер «Аоба»

По специфическому пути развивались тяжёлые крейсера Японии. Первые корабли этого подкласса начали разрабатываться в Японии ещё в 1918 году и с полным основанием могут быть названы «довашингтонскими». Основным назначением новых боевых единиц виделась разведка, а также поддержка лёгких сил. Большое влияние на разработку оказали британские крейсера типа «Хокинс», которые японцы и попытались превзойти. Основные конструкторские решения были отработаны на экспериментальном крейсере «Юбари». Тем не менее, крейсера типа «Фурутака» (Furutaka) оказались малоудачными. Стремление «влить два литра в полуторалитровую бутыль» привело к огромной строительной перегрузке кораблей — 1000 тонн, то есть 15 % от проектного водоизмещения. В итоге скорость понизилась. Только благодаря тому, что Хирага очень удачно скомпоновал корабли, удалось свести до минимума последствия столь значительной перегрузки и сохранить достаточно хорошие мореходные качества. Крейсера отличала теснота и плохая вентиляция жилых помещений.
Вторая пара крейсеров — тип «Аоба» (Aoba) — закладывалась ещё до спуска предшественников и унаследовала те же недостатки: огромную перегрузку, тесноту и плохую вентиляцию жилых помещений. У второй серии остойчивость была немного лучше.
Вооружение обоих типов крейсеров первоначально различалось: на «Фурутаке» шесть 200-мм орудий в одноорудийных башнях, расположенных пирамидально в носу и корме, на «Аобе» в трёх двухорудийных. В 1936—1940 годах на всех крейсерах они были заменены на три двухорудийные башни с 203-мм пушками.

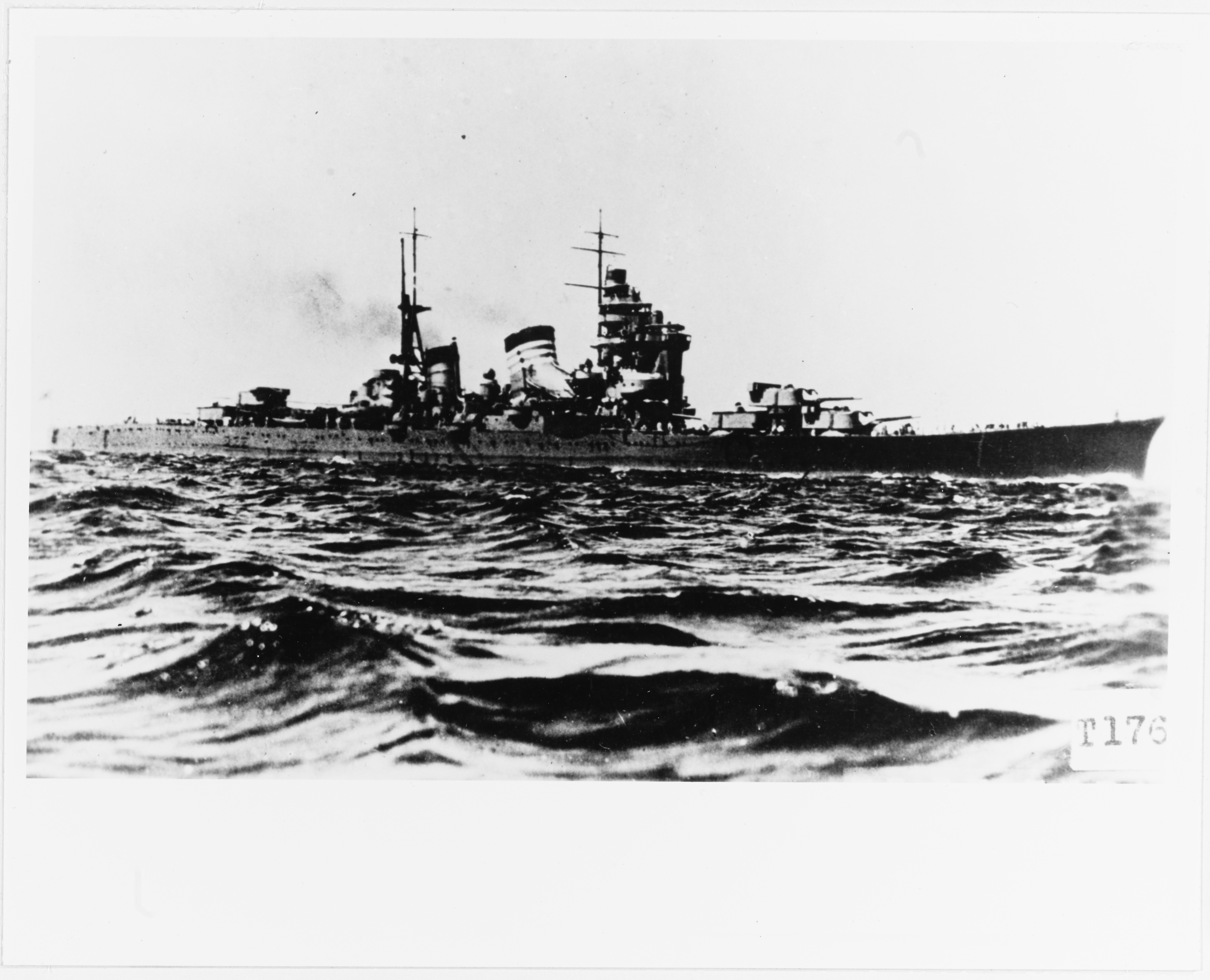
Тяжёлый крейсер «Хагуро» типа «Мёко»

Потерпев обидную неудачу с первыми двумя типами тяжёлых крейсеров, командование японского флота пришло к выводу о нежелательности экономии на водоизмещении и решило строить последующие боевые единицы полноценными «вашингтонцами». Поскольку общий тоннаж японского ВМФ был ограничен в сравнении с флотами вероятных противников, во главу угла было поставлено достижение индивидуального превосходства новых кораблей. Именно в рамках этой концепции разрабатывался проект «Мёко». Конструктивные принципы остались теми же, что и на предыдущих типах, но сами корабли получились более крупными и заметно более мощными.
Бронирование усилилось, а главный калибр был представлен десятью 200-мм орудиями, размещёнными в пяти башнях. В 1931—1934 годах они были заменены на новые орудия калибра 203 мм. Торпедное вооружение также усилилось, как количественно, так и качественно. Несмотря на превышение договорного лимита почти на 1000 тонн, все крейсера на испытаниях превысили скорость 35 узлов. Всего флот получил четыре крейсера этого типа. Форштевень «Мёко» имел характерную для японских крейсеров изогнутую форму и большую высоту — 9,14 м, что обеспечивало сравнительно низкобортному (5,94 м в миделе) крейсеру хорошую мореходность.
Поскольку японские «довашингтонские» и «вашингтонские» крейсера, кроме с эскадренной разведки, решали задачу лидирования своими и уничтожения вражеских эсминцев, им была необходима высокая проектная скорость хода до 35,5 узла.

Тяжёлые крейсера, построенные в Японии между мировыми войнами, оказались одними из лучших, если не самыми лучшими, кораблями в своём классе и стали своеобразной визитной карточкой Императорского флота. Несмотря на некоторые недостатки (в основном это касалось перегрузки по сравнению с проектом и чрезмерной тесноты, которую могли выдержать разве что только неприхотливые японцы), их отличали мощное артиллерийское, торпедное и авиационное вооружение, хорошая броневая и противоторпедная защита и достаточно эффективные разделение на отсеки и системы контрзатопления.
— Сулига С. В. Японские тяжёлые крейсера. Т. 2
Японская пропаганда не зря восхваляла крейсера типов «Мёко» и «Такао» как «непотопляемые». Чтобы отправить ко дну крейсер «Нати» 5 ноября 1944 года, американской авиации (по американским данным) потребовалось не менее 10 попаданий торпед, 20-25 бомб и 16 ракет.

### Тяжёлые крейсера Германии
Согласно Версальским ограничениям Германия имела право построить шесть кораблей водоизмещением не более 10 тыс. тонн. В первой половине 1920-х годов немецкие кораблестроители подготовили ряд проектов будущих боевых единиц, среди которых имелся и типичный «вашингтонский» крейсер. При вооружении из восьми 210-мм орудий он должен был развивать скорость 32 узла и нести вполне приличную в сравнении с тяжёлыми крейсерами других стран броневую защиту.

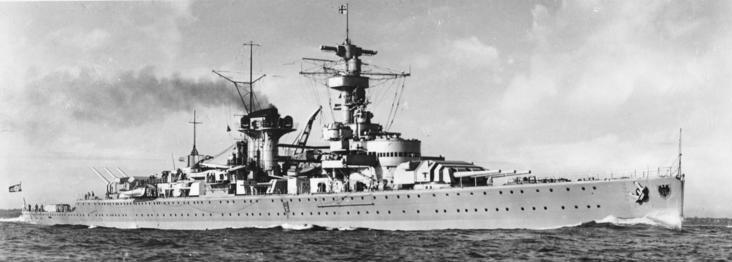
Тяжёлый крейсер «Дойчланд».

Тем не менее, руководство Рейхсмарине после некоторых размышлений предпочло отказаться от вроде бы хорошего проекта. Действительно…

…даже хороший 8-дюймовый крейсер становился всего лишь одним из многих единиц этого класса в мире и не мог существенно угрожать морскому могуществу бывших противников. С другой стороны, такой океанский корабль казался малополезным для обороны собственных берегов, поскольку вести бой с любым линкором, даже из числа додредноутов, он не мог.— Кофман В. Л. Карманный линкор «Адмирал граф Шпее»
В результате командование германских ВМС пришло к выводу о необходимости создания некоего «промежуточного» корабля, способного справиться с тяжёлым крейсером и уйти от тогдашних линкоров. Первый вариант проекта был подготовлен в 1926 году, а в начале 1929 года состоялась закладка головного корабля серии «Дойчланд» (нем. Deutschland). По политическим соображениям новый тип именовался броненосцем.

Уже на стадии строительства немецкий проект вызвал фурор в военно-морских кругах мира. Из-за ограничения водоизмещения конструкторы были вынуждены в значительной мере пожертвовать броневой защитой, зато 283-мм артиллерия «броненосца» представляла страшную угрозу для любого из тяжёлых крейсеров вероятных противников. По скорости «Дойчланд» уступал «вашингтонцам», однако его дизельная силовая установка не только обеспечивала огромный радиус действия, но и позволяла набрать полный ход в считанные минуты. Паротурбинным кораблям требовалось для этого от 30 минут до часа.
«Дойчланды» не могли сделать со своими худосочными противниками только одного — догнать их. Но этого и не требовалось от кораблей страны, поставившей во главу своей военно-морской доктрины рейдерские действия отдельных сильных единиц.
— Кофман В. Л. Тяжёлые крейсера типа «Адмирал Хиппер»
Необычные корабли с лёгкой руки британской прессы в мире прозвали «карманными линкорами», хотя фактически они были нестандартными тяжёлыми крейсерами. Вслед за «Дойчландом» вошли в строй «Адмирал Шеер» (нем. Admiral Scheer) и «Адмирал граф Шпее» (нем. Admiral Graf Spee), причём водоизмещение на каждом следующем корабле увеличивалось, а броневая защита усиливалась. Планы строительства 4-го и 5-го кораблей этого типа не были реализованы, вместо этого немцы предпочли перейти к строительству заметно более крупных линейных крейсеров «Шарнхорст» и «Гнейзенау».
В январе 1940 года уцелевшие «карманники» были официально переклассифицированны в тяжёлые крейсера.

### Оценка тяжёлых крейсеров первого поколения
Приступив к строительству первых тяжёлых крейсеров, конструкторы вскоре убедились, что совместить противоречивые требования при заданных условиях очень трудно.

Не имевшие никакого опыта в постройке больших скоростных единиц с мощной башенной 203-мм артиллерией, но с ограниченным водоизмещением, конструкторы вначале потерпели одну из самых жестоких неудач в истории военного кораблестроения.
— Кофман В. Л. Тяжёлые крейсера типа «Адмирал Хиппер»
Характерной чертой всех первых «вашингтонских» крейсеров стала неадекватная защита, нарушавшая эмпирическое правило, согласно которому корабль должен быть защищён от огня орудий, аналогичных его собственным. Фактически, бронирование «вашингтонцев» первого поколения не могло защитить не только от огня одноклассников, а даже от огня 152-мм орудий лёгких крейсеров, а в ряде случаев от орудий эсминцев. При этом «вашингтонские» крейсера отличались солидными размерами и представляли собой удобную мишень для снарядов линкоров и авиабомб. Поэтому они были явно непригодны для эскадренного сражения.
Критиковалось и собственное вооружение тяжёлых крейсеров. Мощность восьмидюймовых орудий представлялась излишней для уничтожения меньших кораблей противника — лёгких крейсеров и эсминцев, а ввязываться в бой с собратьями по классу было нежелательно из-за слабости бронирования. Таким образом, тяжёлые крейсера повторяли судьбу своих предшественников — броненосных крейсеров. Слишком слабые для включения в состав эскадр, они одновременно были избыточно сильны для действий на коммуникациях и очень дороги. В 1929 году авторитетный британский ежегодник «Jane’s Fighting Ships» отмечал:

Вряд ли какая-либо из держав избрала бы для постройки типы крейсеров, подобные «Кенту», «Пенсаколе», «Наки» или «Турвилю», если бы проектирование их было свободно от нормирования, — указывалось в статье. — Предоставленные сами себе, эти державы предпочли бы избрать тип крейсера, наиболее соответствующий их национальным потребностям при выполнении многообразных задач, ложащихся на крейсеры, однако до настоящего времени все державы связаны особым видом «конкурирующей близорукости».
— Смирнов Г. Смирнов В. Конец непотопляемой эскадры.
Только японцы с самого начала имели свой взгляд и создали мощный крейсер с отличным артиллерийским и торпедным вооружением и бронированием, предназначенный не для операций на коммуникациях, а для истребления крейсеров того же класса.

## Тяжёлые крейсера в дипломатической борьбе 1920—1930-х годов
Лишённые возможности строить линкоры, военно-морские ведомства всех ведущих держав уделяли особое внимание тяжёлым крейсерам. Бурный рост численности кораблей этого класса привёл к новому обострению военно-дипломатической борьбы. 20 июня 1927 года в Женеве открылась морская конференция, посвящённая именно крейсерам. В ней приняли участие США, Великобритания и Япония. Италия и Франция отказались прибыть на переговоры. Американцы — инициаторы переговоров — попытались добиться равенства своих крейсерских сил с Британской империей, при этом существенно ограничив японцев. Британцы категорически возражали против этой инициативы и выдвинули встречный план:
1. Разделить все крейсера на тяжёлые (водоизмещение 7,5—10 тыс. тонн, артиллерия до 203 мм) и лёгкие (водоизмещение до 7500 тонн, артиллерия не более 152 мм);
2. Установить по количеству тяжёлых крейсеров Великобритании, США и Японии соотношение 5:3:3;
3. Количество лёгких крейсеров не ограничивать вообще[37].

В силу непримиримых противоречий договаривающихся сторон Женевская конференция зашла в тупик и закончилась полным провалом.
В дальнейшем США встали на путь демонстративной гонки крейсерских вооружений, предполагая построить в течение 5 лет 25 «вашингтонских крейсеров». Конгресс США выделил средства на первые 15 кораблей, но затем американцы вернулись за стол переговоров. 21 января 1930 года в Лондоне открылась новая морская конференция. На сей раз она была посвящена более широкому кругу вопросов, а участие в ней приняли все великие морские державы. На переговорах по крейсерам США пытались получить равенство с Великобританией, Япония требовала себе 70 % от британского крейсерского тоннажа, Франция настаивала на том, что её крейсерский флот составлял 60 % от Великобританского, а Италия — паритета с Францией. В конечном счёте британцам удалось склонить на свою сторону Японию, Италию и Францию, и американцам пришлось уступить. Именно на Лондонской конференции было принято определение «тяжёлый крейсер» как боевого корабля стандартным водоизмещением не более 10 тыс. тонн, с артиллерией более 6,1 дюйма (>155 мм).
По решению Лондонской морской конференции 1930 года максимальное количество тяжёлых крейсеров, разрешённых к сохранению в составе флотов договаривающихся сторон: США, Великобритании и Японии, — определялось следующими цифрами: Соединённые Штаты могли иметь не более 18 тяжёлых крейсеров, Великобритания и её доминионы — не более 15, Япония — 12. Кроме того, общее суммарное водоизмещение тяжёлых крейсеров в составе флотов отдельных стран-участниц договора не должно было превышать: для США — 180 тыс. т, для Великобритании — 146,8 тыс. т, для Японии — 108,4 тыс. т.
Франция и Италия подписать Лондонский договор отказались, что привело к региональным переговорам по военно-морским вопросам. 1 марта 1931 года был подписан Римский пакт с участием Великобритании, Франции и Италии. Он, в частности, запрещал строительство новых тяжёлых крейсеров после выполнения программ 1930 года и устанавливал соотношение французских и итальянских кораблей этого класса 7:7.
Несмотря на подписанные договоры, международная обстановка продолжала накаляться, и в 1934 году в Лондоне начались трёхсторонние переговоры США, Великобритании и Японии при участии наблюдателей от Италии и Франции. В силу деструктивной позиции японской стороны они зашли в тупик, и 29 декабря 1934 года японское правительство денонсировало все ранее подписанные соглашения по морским вооружениям. В результате надлежало собрать новую конференцию по военно-морским вопросам.
Вторая Лондонская морская конференция проходила с 9 декабря 1935 по 25 марта 1936 года и первоначально свелась к попытке принудить Японию к выполнению Вашингтонского договора 1922 года. После того, как японская сторона покинула конференцию 15 января 1936 года, переговоры потеряли серьёзный смысл, но, тем не менее, ряд соглашений был всё-таки подписан. Лондонский морской договор 1936 года, заключённый между США, Великобританией и Францией, запрещал строительство и приобретение кораблей класса «тяжёлый крейсер» вплоть до 1942 года. Качественные лимиты Первого Лондонского договора оставались при этом в силе.

## Второе поколение тяжёлых крейсеров

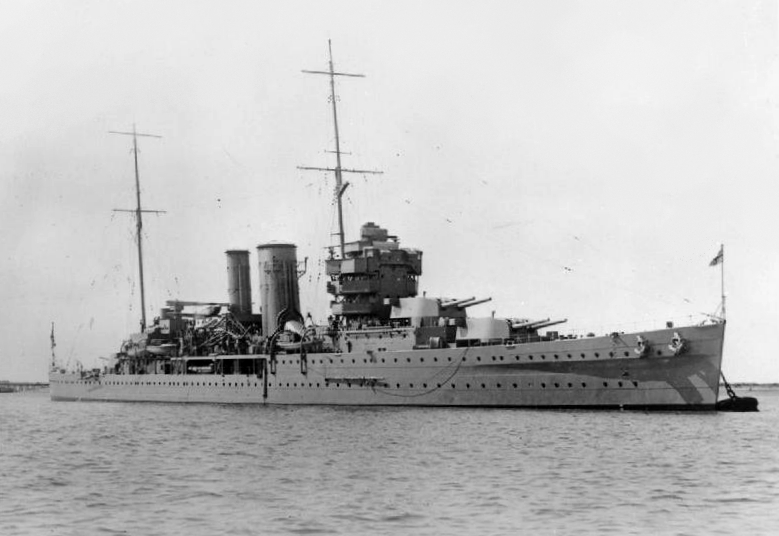
Тяжёлый крейсер «Йорк»

### Тяжёлые крейсера Великобритании
После постройки множества «картонных» крейсеров конструкторы пришли к выводу об ущербности тяжёлых крейсеров первого поколения. В дальнейшем пути развития «вашингтонцев» разных стран разошлись.
Перед Королевским флотом в 1920-х годах стояли противоречивые задачи. С одной стороны, протяжённые коммуникации империи требовали иметь в строю значительное количество крейсеров, как минимум, не уступающих аналогичным кораблям противника. С другой — британские ВМС страдали от явного недостатка финансирования. Британский еженедельник The Engineer в номере от 3 января 1930 года писал:

Что касается 10-тысячетонных крейсеров, следует отметить, что их популярность идёт на убыль во всех флотах, кроме американского. Несмотря на внушительные размеры, скорость и вооружение, им присущи два значительных недостатка. Первый из них — слабое бронирование, аналогичное наихудшим образчикам такового у наших довоенных линейных крейсеров. Второй — чрезмерная дороговизна постройки. С договорами или без них, Британская империя всегда будет нуждаться в большом количестве крейсеров, но мы не можем позволить себе построить множество кораблей стоимостью 2 млн фунтов каждый.
— А. Донец. Тяжёлые крейсера типа «Каунти». Ч. 2.
В попытке выйти из этого тупика британские кораблестроители решили выработать новый тип корабля, менее крупного, слабее вооружённого, но лучше защищённого. Первым крейсером данного проекта стал «Йорк» (англ. York), чуть позже заложили однотипный с ним корабль «Эксетер» (англ. Exeter). Ожидалось, что новый тип окажется примерно на 25 % дешевле предшественников и обойдётся в 1,5 миллиона фунтов стерлингов. Будучи однотипными, «Йорк» и «Эксетер» значительно отличались внешне. Так, «Эксетер» впервые получил башенноподобную надстройку, которая затем применялась и на других британских крейсерах.
Корабли имели водоизмещение на 1500 тонн меньше, чем тип «Каунти», несли шесть 203-мм орудий вместо восьми, имели примерно ту же скорость, но усиление броневой защиты получилось не слишком значительным. В результате проект подвергся резкой критике, однако сторонники проекта указывали на сниженную стоимость — решающий аргумент в обстановке того времени.
На следующем этапе британцы планировали к постройке крейсера типа «Суррей» (англ. Surrey), которые должны были при водоизмещении 10 тыс. тонн нести по 8 восьмидюймовок и иметь весьма солидное бронирование. Платой за это становилась скорость. Однако до закладки новых боевых единиц не дошло. Решения Лондонской конференции 1930 года привели к тому, что лимит, отведённый Великобритании на тяжёлые крейсера, закончился, и Королевский флот перешёл к строительству лёгких крейсеров.

### Тяжёлые крейсера США

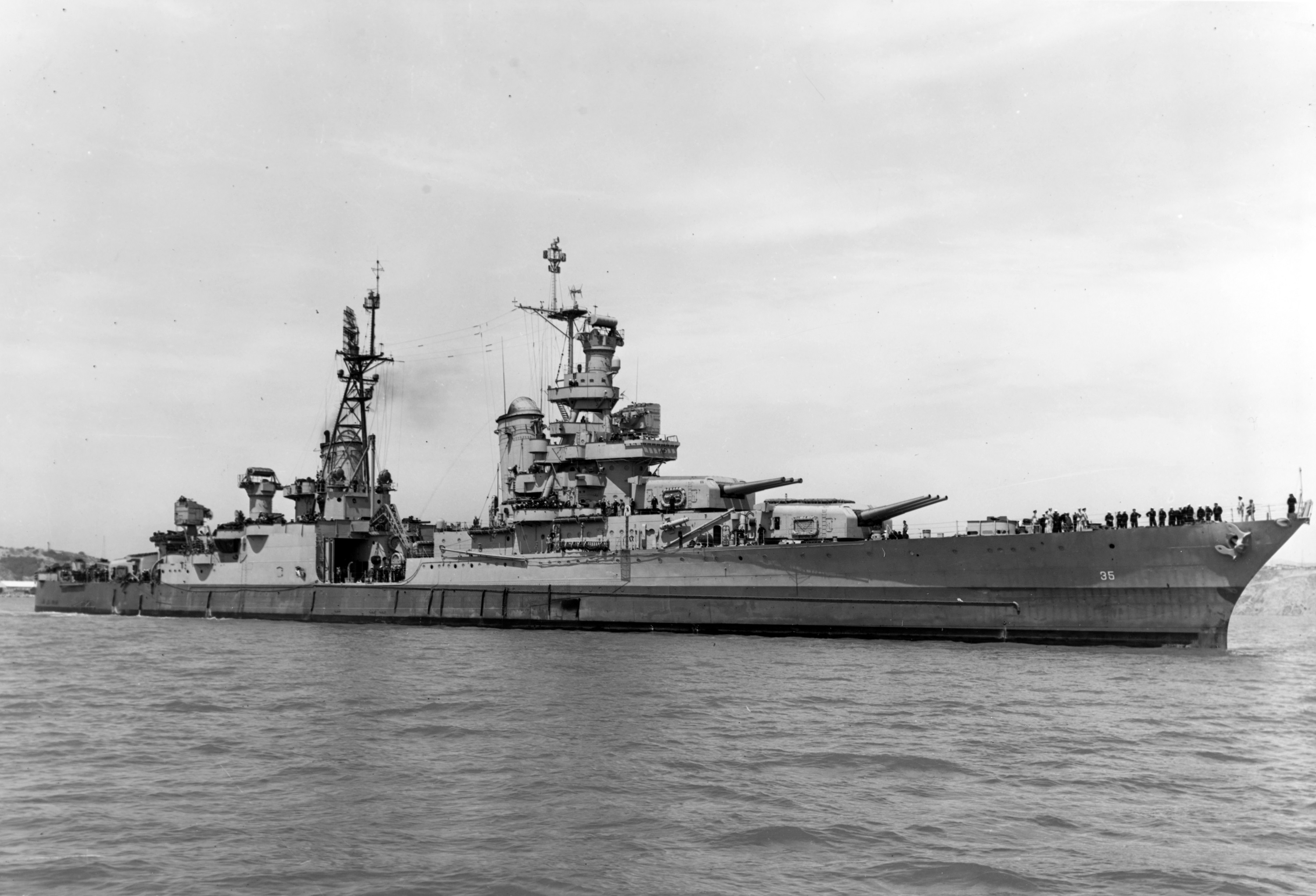
Тяжёлый крейсер «Индианаполис» в 1945 году

США, исторически тяготевшие к крупным боевым единицам, пошли по пути постепенного улучшения своих кораблей, прежде всего, за счёт повышения защищённости, соблюдая при этом договорные ограничения. Американские военные моряки выражали крайнее неудовольствие характеристиками уже полученных флотом тяжёлых крейсеров. Особой критики удостаивалось слабое бронирование, из-за чего эти корабли именовались не иначе как «жестянки». Ещё до закладки пары крейсеров типа «Портленд» (англ. Portland) было решено отказаться от развития крейсеров этого типа и перейти к проекту, в котором прежнее вооружение сочеталось бы со значительно улучшенной броневой защитой. Запас водоизмещения, имевшийся у предыдущих типов, подавал надежду на выполнение этих требований в рамках договорных ограничений.

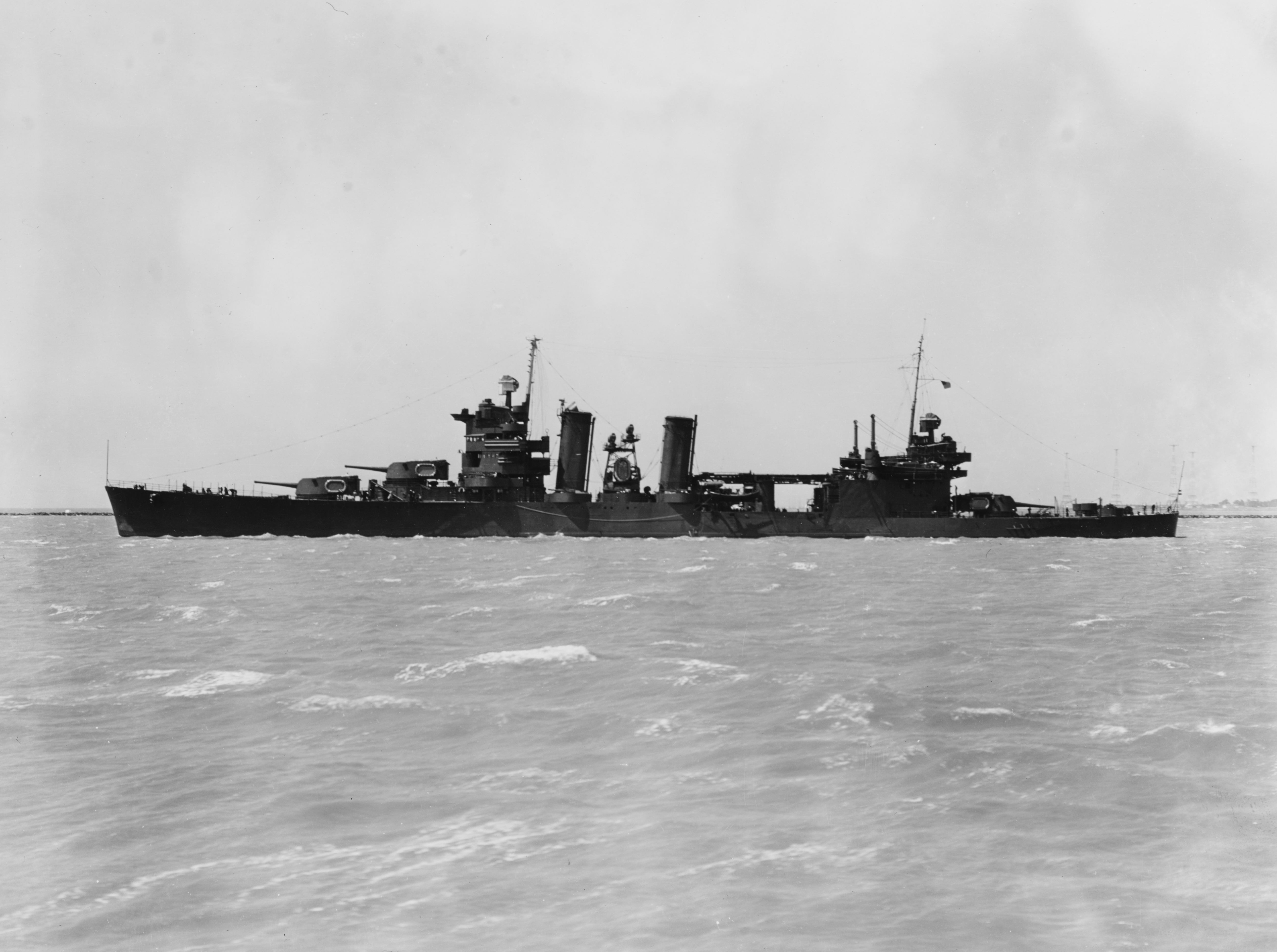
Тяжелый крейсер ВМС США USS Astoria (CA-34) у военно-морской верфи Мэр-Айленд, Калифорния (США), 11 июля 1941 года.

В 1930—1931 годах были заложены первые 5 крейсеров типа «Нью-Орлеан» (англ. New Orleans), затем были заказаны ещё два. За счёт перехода от эшелонного к линейному расположению силовых установок удалось сократить длину корпуса, кроме того понизили высоту борта. Запас водоизмещения позволил впервые дать кораблям защиту жизненно важных центров от огня 203-мм орудий на ожидаемых дистанциях боя. Сохраняя всё тот же состав главного калибра, последние четыре крейсера данного типа получили более современную модель орудий и новую систему управления огнём. Командование американского флота оценивало «Нью-Орлеаны» как первые полноценные тяжёлые крейсера США.

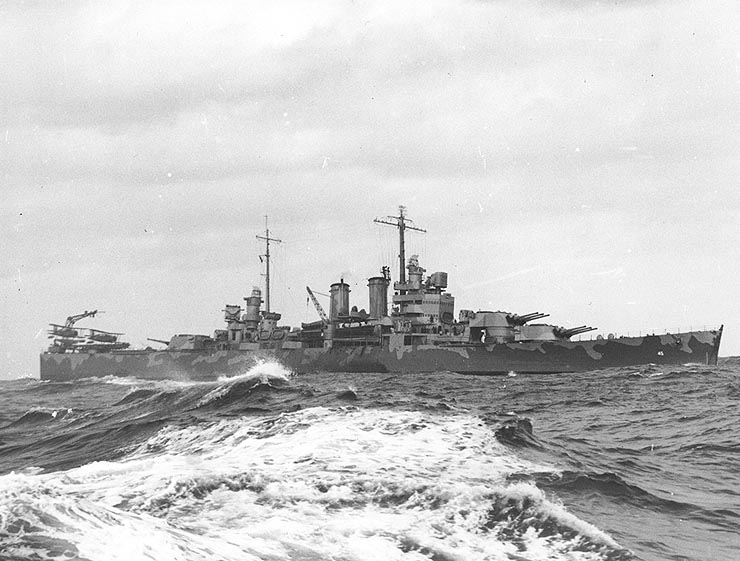
Тяжёлый крейсер «Уичита»

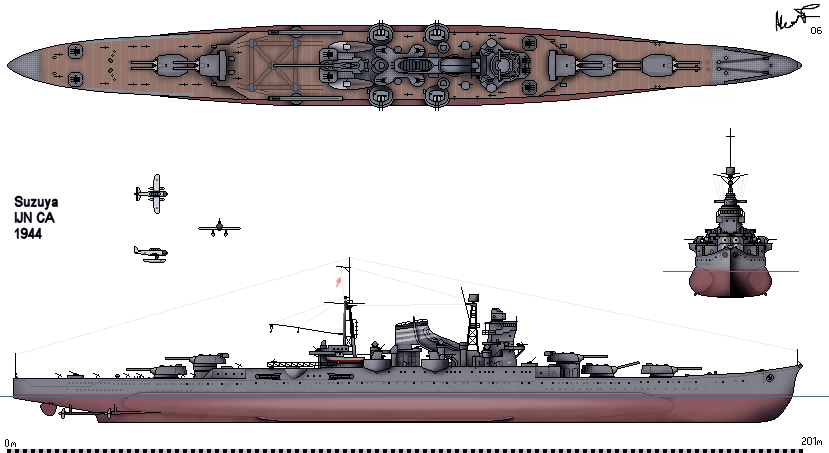
Тяжёлый крейсер «Судзуя» типа «Могами», 1944 г. Схема.

Флотское руководство хотело бы развивать относительно удачный проект, но на пути этого намерения стал Лондонский договор 1930 года, который ограничивал количество американских тяжёлых крейсеров 18 единицами. В результате можно было построить лишь один корабль. После долгих дебатов «Уичиту» (англ. Wichita) было решено строить на основе проекта новейшего лёгкого крейсера «Бруклин» (англ. Brooklyn), с заменой 152-мм орудий на 203-мм. В результате корпус стал гладкопалубным (предшествующие тяжёлые крейсера имели развитый полубак), а бронирование ещё более усилилось в сравнении с типом «Нью-Орлеан». Артиллерия главного калибра осталась прежней, но размещалась в новых, более удачных башнях. «Уичита» была первым американским крейсером, получившим батарею 127-мм универсальных орудий с длиной ствола 38 калибров. В целом, крейсер удовлетворил американских моряков, и его главным недостатком считалась недостаточная остойчивость, вызванная малой метацентрической высотой. Несмотря на то, что корабль был построен в единичном экземпляре, он стал этапным в американском флоте, так как послужил прототипом для «Балтиморов» (англ. Baltimore).

### Тяжёлые крейсера Франции

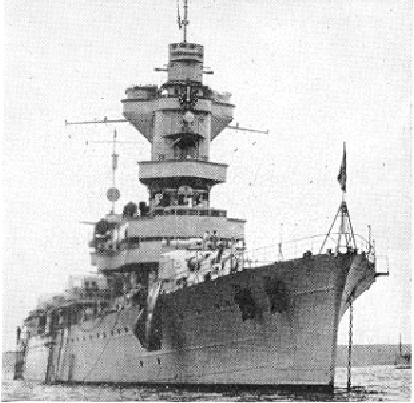
Тяжёлый крейсер «Альжери»

В конце 1920-х годов руководство французского флота с крайним беспокойством восприняло известие о намерениях итальянцев построить серию крейсеров типа «Зара». На фоне этих кораблей даже наиболее защищённые из французских крейсеров выглядели скромно, и в военно-морских кругах утвердилось мнение о необходимости разработки принципиально нового проекта. При этом французы, не зная о нарушении итальянцами договорного лимита на водоизмещение, постарались разработать корабль в пределах 10 тыс. тонн.
Проект был подготовлен к 1929 году, а в 1931 году был заложен крейсер «Альжери» (фр. Algerie). В силу итало-французского соглашения пришлось ограничиться лишь одним кораблём. Несмотря на жёсткие ограничения, конструкторам удалось создать корабль, который считался лучшим тяжёлым крейсером Европы 1930-х годов. Наиболее сильной стороной «Альжери» стало солидное бронирование, особенно горизонтальное, а также превосходная по крейсерским меркам противоторпедная защита. Артиллерия главного калибра находилась на должном уровне, но лёгкая зенитная батарея не соответствовала новым реалиям. В результате резкого усиления бронирования пришлось, в известной мере, пожертвовать мореходностью и скоростью хода, но в силу особых условий предполагаемого театра военных действий это не играло существенной роли.
К 1939 году, когда договорные ограничения фактически перестали соблюдаться, французские кораблестроители подготовили проект C5, являвшийся развитием «Альжери». При близком водоизмещении новые крейсера предполагалось вооружить девятью 203-мм орудиями в трёхорудийных башнях и солидной зенитной артиллерией, при сохранении защиты на прежнем уровне. Планировалось заложить три корабля этого типа, но вследствие поражения Франции в 1940 году дело даже не дошло до закладки.

### Тяжёлые крейсера Италии

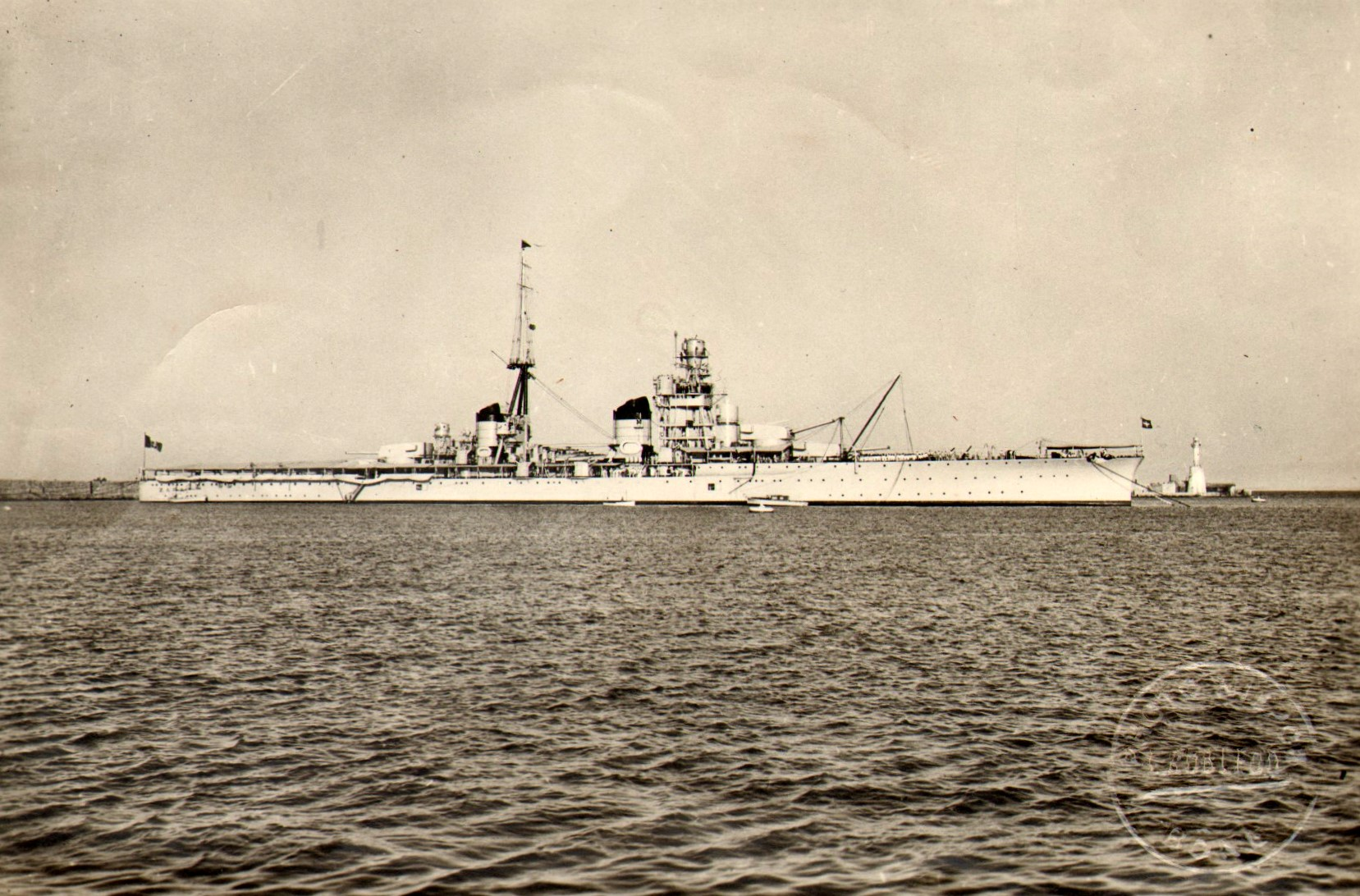
Тяжёлый крейсер «Зара»

Получив от промышленности два крейсера типа «Тренто», итальянские моряки остались неудовлетворёнными. Характеристики этих кораблей едва ли соответствовали намеченной для них роли главной ударной силы флота. Особенной критике подвергалось слабое бронирование, не позволявшее идти на сближение с адекватным противником. В результате было решено устранить эти недостатки в следующем проекте, хотя бы за счёт столь любимой итальянцами скорости. Так началось создание серии крейсеров типа «Зара» (итал. Zara).
Первоначально планировалось создать высокобортный корабль с превосходным бронированием борта, доходившим до 200 мм. Однако выяснилось, что при таком подходе стандартное водоизмещение крейсеров достигнет 15 тыс. тонн. Пойти на столь явное нарушение договорных ограничений итальянское руководство не решилось, и проект ужали. Тем не менее, крейсера типа «Зара» получили солидное бронирование, выгодно отличавшее их от одноклассников, а скоростные характеристики кораблей ничуть не уступали зарубежным аналогам. Некоторое снижение мореходности и ограниченная дальность плавания не казались критическими в условиях Средиземноморского театра военных действий, где итальянцы и собирались вести войну.

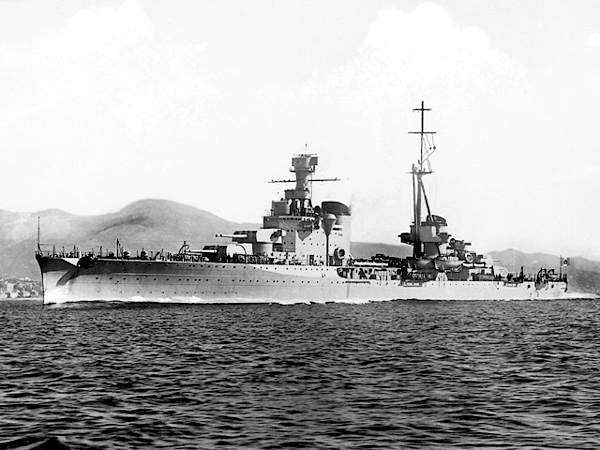
Тяжёлый крейсер «Больцано»

Впрочем, несмотря на столь значительный прогресс, устранить недостатки артиллерии так и не удалось. Стволы орудий с чрезмерно форсированной баллистикой быстро выгорали, а слишком большие допуски при изготовлении боеприпасов вели к недопустимо большому разбросу снарядов в залпе. Неважно обстояло дело с системами управления огнём, особенно с управлением огнём в ночное время. Водоизмещение превысило договорное более чем на 1500 тонн, но этот факт поначалу удавалось скрывать. Этот тип значительно превосходил своих предшественников, и следовало ожидать, что итальянский флот продолжит развитие удачного в целом проекта.
Однако итальянские адмиралы пошли по другому пути. Желая сформировать два однородных соединения по три тяжёлых крейсера в каждом и учитывая, что крейсер «Пола» (итал. Pola) типа «Зара» исполнял обязанности флагмана флота, они заказали седьмой тяжёлый крейсер по типу «Тренто». Корабль, названный «Больцано» (итал. Bolzano), был в заложен в 1930 году и спустя три года вошёл в строй. В его конструкции были в определённой степени учтены положительные стороны проекта «Зара», крейсер получил усовершенствованные артиллерию и силовую установку, корпус теперь имел полубак. На испытаниях «Больцано» развил скорость 36,81 узла, став самым быстроходным тяжёлым крейсером мира и этот результат был достигнут при водоизмещении всего на 130 тонн больше стандартного. В реальной эксплуатации скорость составляла 33-34 узлов. Был упрочен корпус, улучшено деление на отсеки, теперь крейсер должен был оставаться на плаву при затоплении любых трёх.
Крейсер «Больцано» получил у итальянских моряков прозвище «великолепно исполненная ошибка».

### Тяжёлые крейсера Японии

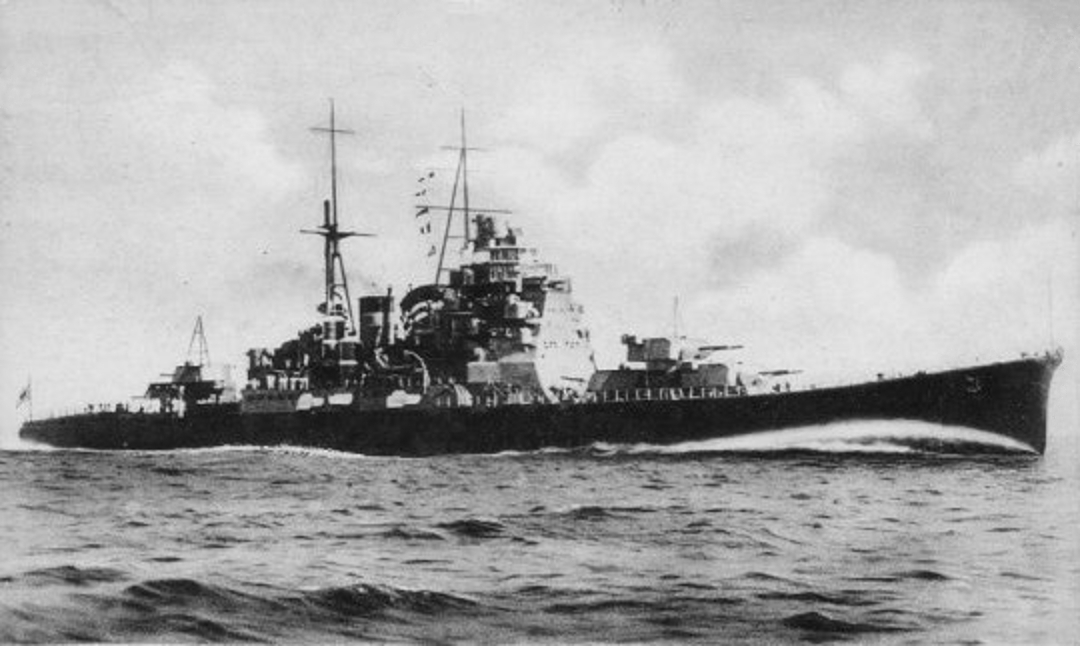
Тяжёлый крейсер «Майя» типа «Такао»

Следующая четвёрка японских тяжёлых крейсеров была представлена типом «Такао». В целом они повторяли тип «Мёко», но впервые получили орудия калибра 203 мм. Эти крейсера также страдали от строительной перегрузки. Отличительной чертой всех японских «вашингтонцев» стало мощное торпедное вооружение, рассчитанное на применение прежде всего в ночном эскадренном бою. Некоторые исследователи, в том числе С. Сулига считают, что столь мощное вооружение было размещено за счёт серьёзного снижения и без того невысоких стандартов обитаемости. Лакруа придерживается другой точки зрения, он считает что условия обитаемости были лучше, чем на предыдущем типе. Они сохраняли преимущество над американскими тяжёлыми крейсерами вплоть до ввода в строй крейсеров типа «Балтимор».
Лондонский договор 1930 года, казалось бы, прервал линию развития японских тяжёлых крейсеров. Уже запланированные к постройке корабли типа «Усовершенствованный „Такао“» так и не были заложены. Вместо этого японцы были вынуждены развивать новый тип — лёгкие крейсера со 155-мм орудиями типа «Могами». Заказы на первую четвёрку были выданы в 1931—1933 годах. Планировалось при той же защите, что и на тяжёлых крейсерах, втиснуть в стандартное водоизмещение 9500 дл. тонн пять башен с 15 155-мм орудиями и обеспечить скорость 37 узлов. У «Могами» после вступления в строй в 1935 году стандартное водоизмещение достигало 11 200 дл. т, что на 1700 больше проектных 9500 дл. т. В результате запланированная скорость так и не была достигнута. Характерной чертой проекта стало особое требование о возможности быстрой замены трёхорудийных башен со 155-мм орудиями на двухорудийные с 203-мм. В 1939—1940 годах это было выполнено, и крейсера стали официально именоваться тяжёлыми.

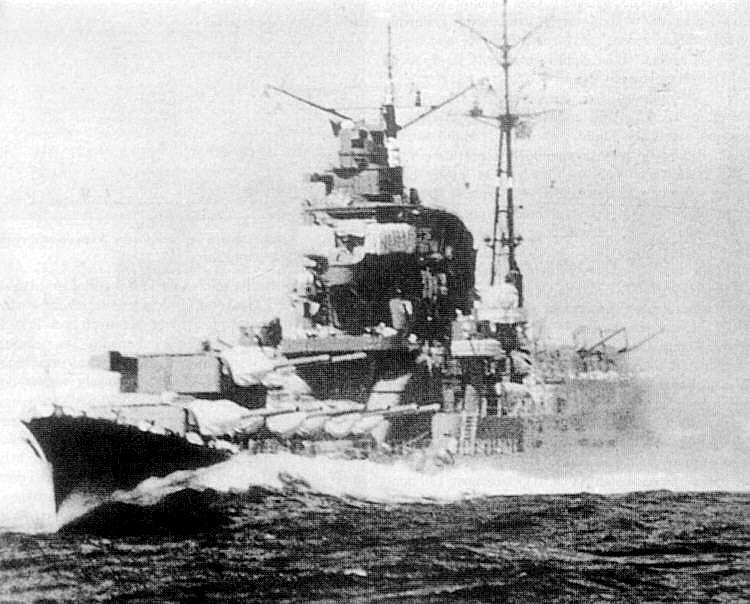
Тяжёлый крейсер «Тикума» типа «Тонэ»

Пара кораблей типа «Тонэ» первоначально проектировалась как незначительно улучшенный вариант не модернизированного «Могами», но потребовались разведывательные крейсера с усиленным авиационным вооружением, большей дальностью, способные сопровождать авианосцы. В результате количество орудийных башен сократилось до четырёх, и все они были размещены в носовой части, скорость уменьшили на один узел. В результате удалось уменьшить верхний вес и разгрузить оконечности, что улучшило мореходность. Такое решение позволило усилить авиационное вооружение — «Тонэ» и «Тикума» несли шесть гидросамолётов вместо трёх. Однако побыть даже недолго лёгкими крейсерами этой паре не удалось. Ещё в ходе строительства состав вооружения был изменён, и корабли вступили в строй с артиллерией калибра 203 мм. Остойчивость кораблей была значительно лучше, чем у типа «Могами». Метацентрическая высота у крейсера «Тонэ» составила 1,76 м при полной нагрузке (15 201 т), 1,61 м при загрузке в 2/3 от полной (14 070 т).
Условия обитаемости японских крейсеров с каждой новой серией становились всё лучше и лучше.

### Тяжёлые крейсера Германии

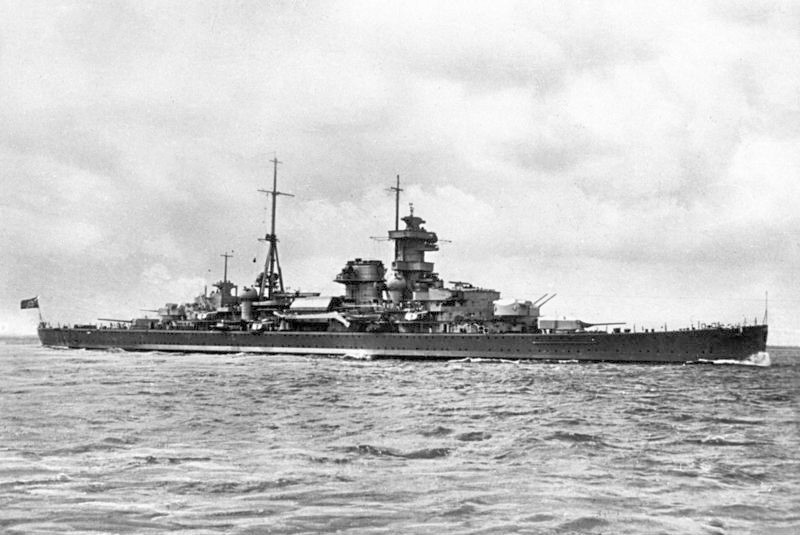
Тяжёлый крейсер «Адмирал Хиппер»

Планировать возрождение былой мощи своих ВМС германские моряки начали ещё до отмены Версальских ограничений. Предполагалось создать новый «Большой флот», включавший в себя корабли всех классов, в том числе и тяжёлые крейсера. Любопытно, что эта идея привлекла внимание немцев в период, когда в мире наблюдалось значительное охлаждение энтузиазма по поводу данного подкласса крейсеров. Первые требования к новому кораблю были выработаны в 1934 году. Предполагалось создать корабль, способный дать отпор любому тяжёлому крейсеру вероятного противника, уйти от более сильных соперников и успешно действовать на коммуникациях.
В 1935 году Адольф Гитлер официально объявил об отказе Германии соблюдать Версальский договор. Хотя в том же году немцы подписали договор с Великобританией, обязывавший соблюдать международные ограничения, фактически было сразу решено тайно превысить 10 тыс. тонн водоизмещения. В итоге тяжёлые крейсера типа «Адмирал Хиппер» (нем. Admiral Hipper)превысили лимит на 4000 тонн, но результат у этих усилий оказался весьма неоднозначным.

Высокое состояние германской техники и инженерной мысли просто не позволяло создать явно неудачный проект, хотя в случае крейсеров типа «Хиппер» можно говорить о том, что такая попытка была-таки сделана.
— Кофман В. Тяжёлые крейсера типа «Адмирал Хиппер»
Ни по вооружению, ни по броневой защите «хипперы» не превосходили большинство своих одноклассников. Скорость оказалась также на среднем уровне. К достоинствам проекта относилась, прежде всего, превосходная и разветвлённая система управления огнём, характерная скорее для линкоров. В полном объёме она никогда не использовалась, но съедала изрядный вес и занимала много места. Ахиллесовой пятой крейсеров стала силовая установка. Излишне сложная и конструктивно недоведённая, она оказалась крайне ненадёжной и слишком прожорливой, не позволяя «хипперам» стать полноценными рейдерами.
К началу Второй мировой войны Германия имела два крейсера этого типа в строю и три в постройке, из которых достроили лишь один.

### Тяжёлые крейсера СССР
Согласно советско-британскому морскому договору 1937 года об ограничении морских вооружений, который повторяет установленную ещё в Лондонском морском договоре 1936 года классификацию кораблей, выделялся класс лёгких надводных кораблей, который в свою очередь делился на три подкласса — a, b и c. Подклассы определяли параметры для тяжёлых и лёгких крейсеров, а также и эсминцев, которые в договоре обозначались лишь буквами (a, b, c). Подкласс a определялся как боевые надводные корабли с водоизмещением от 102 т до 10 160 т отличные от авианосцев, малых боевых кораблей и вспомогательных судов и вооружённые орудиями калибром не менее 155 мм, но не более 203 мм. Этим параметрам в советском флоте соответствовали крейсер «Красный Кавказ» и строящиеся крейсера проекта 26 и 26-бис, на строительство которых для европейской части Советского Союза договором накладывались ограничения. «Красный Кавказ», согласно договору, относился к устаревшим (заложен до 1 января 1920 года).
В 1932 году с закладки «Дюнкерка» со стандартным водоизмещением 26 500 т и главным калибром из восьми 330-мм орудий и скоростью в 29,5 узла начался новый этап гонки морских вооружений.
К идее о создании мощного и сбалансированного флота советские моряки обратились в середине 1930-х годов. Поскольку вплоть до 1937 года СССР не подписывал никаких соглашений по ограничению военно-морских вооружений, было решено создать проект «большого крейсера», радикально превосходящий «вашингтонские» крейсера.
Появление новой индустриальной базы и излишне оптимистический взгляд на возможности отечественной оборонной промышленности привели к появлению целого ряда проектов крупных артиллерийских кораблей, и тяжёлые крейсера занимали в этом ряду почётное место. Уже к марту 1934 года с молчаливого согласия Управления Морских Сил Рабоче-Крестьянской Красной Армии (УМС РККА) был разработан большой крейсер проекта Х с водоизмещением до 16,5 тыс. т и артиллерией калибра до 240 мм, а через несколько месяцев начальнику Главморпрома Наркомата тяжёлого машиностроения Р. А. Муклевичу были предложены ещё четыре варианта большого крейсера водоизмещением 15,5 тыс. и 19,5 тыс. т с 12 240-мм и с 9 250-мм орудиями главного калибра (ГК). Принятие в декабре 1935 года политическим руководством СССР программы строительства так называемого «Большого флота» позволило отделу кораблестроения УМС РККА уже в феврале 1936 года оформить задание на тяжёлый крейсер с водоизмещением 18—19 тыс. тонн и 254-мм артиллерией, получивший проектный номер 22.
После проработок ряда вариантов тяжёлых крейсеров, различавшихся водоизмещением и калибром артиллерии ГК, 27 мая 1936 года Совет труда и обороны при СНК СССР принял постановление о строительстве 18 тяжёлых крейсеров проекта 25 со стандартным водоизмещением в 26 тыс. т и 9 305-мм орудиями ГК. Сам проект тяжёлого крейсера проекта 25 получил индекс «линкора Б». Предполагалось, что 4 линкора типа «Б» будут сданы промышленностью уже в 1941 году. Утверждённое начальником Морских сил РККА В. М. Орловым 3 августа 1936 года ТТЗ на линкор «Б» так определяло основное назначение линкора:

Корабль должен на многие годы иметь возможность уничтожать всякие крейсера, включая корабли типа «Дойчланд».

Таким образом, советским военно-морским руководством изначально планировалось иметь в составе ВМФ СССР не просто аналоги тяжёлых крейсеров, имевшихся на вооружении флотов США, Великобритании, Франции, Японии, Германии, а истребители тяжёлых крейсеров (в том числе германских типа «Дойчланд»), способные бороться на равных с кораблями аналогичного подкласса (линкорами типа «Шарнхорст», французским линкором «Дюнкерк» и японскими линейными крейсерами типа «Конго»).
В связи с последовавшей в июле 1937 года полной сменой руководства УМС РККА проект линкора типа «Б» был признан вредительским, и в феврале 1938 года от него по личному указанию И. В. Сталина окончательно отказались. Отказ от разработки проекта линкора «Б», тем не менее, не означал отказа от идеи создания в дополнение к линкору типа «А» (проект 23) крупного корабля типа «истребитель тяжёлых крейсеров противника»: 1 ноября 1937 года Наркомату оборонной промышленности были выданы новые тактико-технические требования (ТТТ) к проекту тяжёлого крейсера, получившего проектный номер 69 (шифр «Кронштадт»). ТТТ к проекту тяжёлого крейсера постоянно возрастали, в итоге стандартное водоизмещение корабля возросло с 22 тыс. т до 36 420 т, было усилено бронирование (толщина главного броневого пояса увеличилась со 140 до 230 мм) и артиллерийское вооружение: вместо 3×3 254-мм орудий предполагалось установить 3×3 305-мм орудия, но и они в окончательном варианте были заменены на 3х2 немецкие 380-мм корабельные пушки SKC-34.
В ноябре 1939 года на судостроительных заводах в Николаеве и Ленинграде были заложены первые 2 крейсера типа «Кронштадт» (головной «Кронштадт» и первый серийный «Севастополь»), но ни один из них из-за начала Великой Отечественной войны так и не был достроен. Техническая готовность крейсеров к 8 июля 1941 года составляла 10,6 % и 11,6 % соответственно. В послевоенное время из-за значительных деформаций корпусов тяжёлых крейсеров (стапель николаевского был подорван немецкими сапёрами, ленинградский пострадал при бомбардировках) и снижения уровня их общей технической готовности (часть брони и оборудования использовались на иные нужды) строительство тяжёлых крейсеров «Кронштадт» и «Севастополь» было прекращено.

### Тяжёлые крейсера Аргентины и Испании
Кроме великих держав, тяжёлыми крейсерами пытались обзавестись и другие государства, поскольку этот класс кораблей стал престижен на рубеже 1920-30-х годов. До реального воплощения свои чаяния довели Испания и Аргентина.

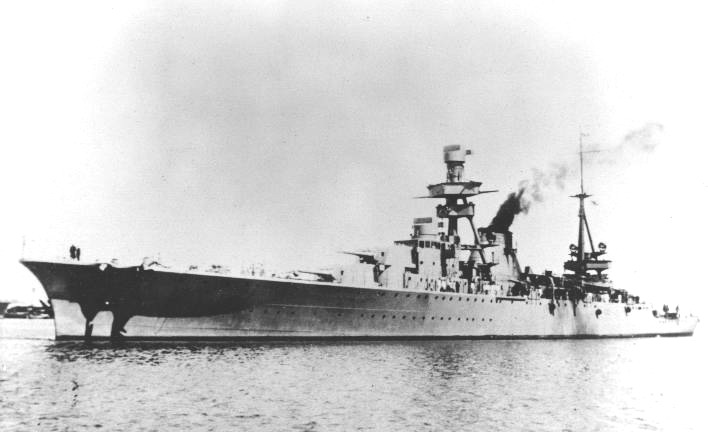
Тяжёлый крейсер «Альмиранте Браун»

Испания не участвовала в соглашениях об ограничении морских вооружений, но когда в конце 1920-х годов они по традиции обратились за технической помощью к британским кораблестроителям, те предложили им усовершенствованный проект крейсеров типа «Кент». Практически повторяя британский крейсер по основным размерениям, испанские корабли имели и достаточно серьёзные отличия. Все дымоходы были выведены в одну трубу, надстройки выполнялись с учётом требований аэродинамики, а увеличившаяся мощность машин позволила достичь весьма высокой скорости. К 1936 году испанцы построили на собственных верфях два корабля типа «Канариас» (исп. Canarias). Оба сразу же приняли участие в Гражданской войне, причём на стороне франкистов, и сыграли значительную роль в блокаде испанской республики. Своеобразный рекорд недолговечности в классе крейсеров поставил испанский крейсер «Балеарес». В июне 1937 года он вступил в строй, а уже 6 марта 1938 года был потоплен республиканскими эсминцами и авиацией в бою у мыса Палос, в ходе Гражданской войны в Испании.
Аргентина, располагавшая к концу 1920-х годов лишь безнадёжно устаревшими крейсерами постройки XIX века, предпочла заказать два крейсера в Италии. Контракт выполнила фирма CDRA на основе своего же проекта «Тренто». В сравнении с итальянским прототипом, аргентинский проект оказался его уменьшенной копией и унаследовал почти все его недостатки — слабость корпуса, перегруженность вооружением и ненадёжность машин. Только дальность плавания была существенно увеличена. Оба крейсера вступили в строй в 1931 году и по своим основным боевым характеристикам существенно уступали аналогичным крейсерам других стран. Однако аргентинцы и не планировали воевать с великими державами, а для обеспечения превосходства над соседями хватало и кораблей типа «Альмиранте Браун» (Almirante Brown).

### Оценка тяжёлых крейсеров второго поколения
К концу 1920-х годов на смену первоначальному энтузиазму в отношении «вашингтонских» крейсеров пришло разочарование. Кораблестроительная практика выявила искусственность качественных ограничений кораблей данного класса, в результате чего создать сбалансированный боевой крейсер было очень трудно, несмотря на все ухищрения конструкторов.

Весь этот «сизифов труд» выливался в безрезультатный бег по замкнутому кругу в поисках выхода из тупика, изначально созданного самими Вашингтонскими договорённостями. Именно в них искусственно закладывалось противоречие между максимально допустимым водоизмещением в 10 тыс. тонн и 203-мм главным артиллерийским калибром. Восемь таких орудий в сочетании с энергетической установкой, обеспечивавшей скорость хода не менее 32 узлов, начисто «съедали» водоизмещение, практически ничего не оставляя для сколько-нибудь значительного бронирования.
— А. Донец. Тяжёлые крейсера типа «Йорк»
Тяжелые крейсера второго поколения уступают по показателю мореходности «картонным» британским «Каунти» и даже первым французским и итальянским кораблям этого класса. Конструкторы всех стран признали, что некоторое снижение высоты надводного борта вполне возможно.

Конечно, столь высокие боевые характеристики достигались во многом за счёт комфорта экипажа. Можно только удивляться неприхотливости и стойкости японских матросов, вынужденных в течение длительных операций, проводимых как в холодных северных широтах, так и в жарких тропиках у экватора, жить в тесных помещениях с примитивным сантехническим оборудованием и довольствоваться скромным рационом питания.
— Сулига С. В. Японские тяжёлые крейсера. Т. 2
Наконец, итальянцы воспользовались обеими возможностями. Их новые крейсера не только сильно превысили лимит водоизмещения, но и оказались маломореходными, с ограниченным радиусом действия. Это позволило придать типу «Зара» весьма солидный уровень защиты. К сожалению для моряков Реджа Марины, приличный проект обесценивался совершенно неудовлетворительными боеприпасами.

## Тяжёлые крейсера во Второй мировой войне
К началу Второй мировой войны в составе ведущих флотов насчитывалось следующее количество тяжёлых крейсеров: Британская империя — 18, США — 18, Франция — 7, Германия — 5, Италия — 7, Япония — 18.
Будучи важной силой всех крупных флотов, тяжёлые крейсера использовались очень интенсивно, однако результаты их деятельности оказались неоднозначными. В значительной мере это было связано не только с тактико-техническими характеристиками кораблей, сколько со стратегической ситуацией и оперативно-тактическими взглядами руководства противоборствующих флотов.

### Тяжёлые крейсера союзников
Британские тяжёлые крейсера хорошо проявили себя в роли защитников коммуникаций. Их автономность обеспечивала длительные операции на океанских просторах и позволила нанести серьёзный ущерб вражескому судоходству и перехватить ряд рейдеров. Весьма полезны оказались эти корабли и при эскортировании полярных конвоев, где были очень кстати их превосходные морские качества.

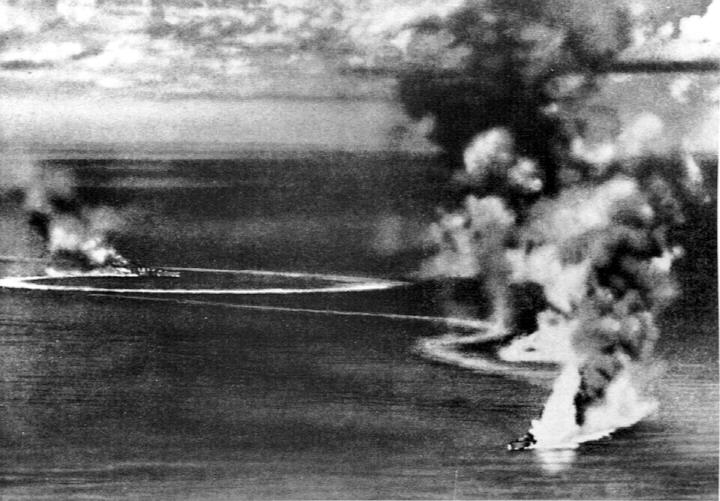
Гибель «Дорсетшира» и «Корнуолла». 5 апреля 1942 г.

Однако при столкновении с адекватным противником тяжёлые крейсера Британии испытывали серьёзные проблемы. Слабость защиты и примитивная система управления огнём крайне ограничивали боевые возможности. Это отчётливо выявилось, например, в дуэли между «Бервиком» и его немецким одноклассником «Адмиралом Хиппером». Особенно не повезло «Эксетеру», которому, волею судьбы, пришлось трижды померяться силами с сильнейшими представителями своего класса. Сражение с карманным линкором «Адмирал граф Шпее» британский корабль сумел пережить благодаря недостатку решимости у немцев и поддержке двух лёгких крейсеров, но столкновение с японскими тяжеловесами в конечном счёте оказалось для «Эксетера» фатальным.
В то же время британские крейсера оказались крайне уязвимыми для атак с воздуха ввиду неадекватной системы ПВО. Это выявилось уже в первых операциях Королевского флота, когда его силы жестоко пострадали от люфтваффе. Не менее опасным противником показала себя и японская авиация. Характерен бой 5 апреля 1942 года, когда «Дорсетшир» (англ. Dorsetshire) и «Корнуолл» (англ. Cornwall) были потоплены японскими пикирующими бомбардировщиками D3A за 10 минут без потерь со своей стороны.

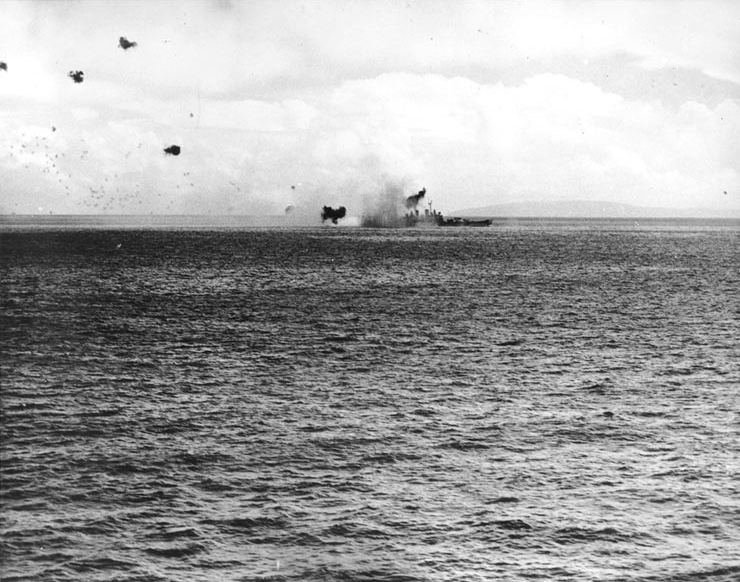
Американский тяжёлый крейсер «Сент-Луис» отбивается от камикадзе. Залив Лейте, 27 ноября 1944 г.

Американские крейсера понесли тяжёлые потери от японских одноклассников и эсминцев, особенно в ночных боях у острова Гвадалканал. Наиболее полезными они оказались в качестве кораблей огневой поддержки десантных операций, а новейшие крейсера — и как корабли ПВО.

Дневные артиллерийские бои уступающий в силах противник вести не желал. Яванское море и Командорские острова ясно показали, что лёгкий крейсер днём не в состоянии дать отпор тяжёлому. Англичане на Средиземном море поняли это гораздо раньше и таких боёв просто не принимали. Зато ночью ситуация оказывалась диаметрально противоположной. На первый план выходила не мощь орудий или дальнобойность, а огневая производительность. И здесь новейший лёгкий крейсер с 12 — 15 орудиями 152 мм оказывался явно сильнее тяжёлого. Бой у мыса Эсперанс, бой в заливе Императрицы Августы, Новогодний бой очень показательны в этом смысле.
— Американские крейсера Второй мировой войны
Американский крейсер «Индианаполис» 26 июля 1945 года доставил на базу американских ВВС на острове Тиниан компоненты атомной бомбы. Спустя 4 дня он был потоплен японской подводной лодкой I-58. «Индианаполис» стал последним крупным кораблём ВМС США, потопленным во Второй мировой войне.

### Тяжёлые крейсера стран Оси
Крайне неудачно сложилась война для тяжёлых крейсеров Италии. Уже первые бои выявили ошибочность ставки итальянцев на скорость. В столкновениях с британским флотом итальянские тяжёлые крейсера типа «Тренто» — «Больцано» оказались неспособны добиться успеха в бою на больших дистанциях, а идти на сближение опасались из-за слабого бронирования. Гораздо более защищённые корабли типа «Зара» ждала ещё более незавидная судьба. Вследствие ошибок итальянского командования три из них оказались под огнём британских линкоров и погибли в бою у мыса Матапан 28-29 марта 1941 года. Оставшиеся тяжёлые крейсера выходили в море весьма редко, в том числе и из-за нехватки топлива, и никаких успехов не достигли. При этом они серьёзно пострадали от авиации и подлодок противника, а также британских человеко-торпед. За всю Вторую мировую войну семь итальянских тяжёлых крейсеров добились трёх достоверных попаданий в корабли противника.

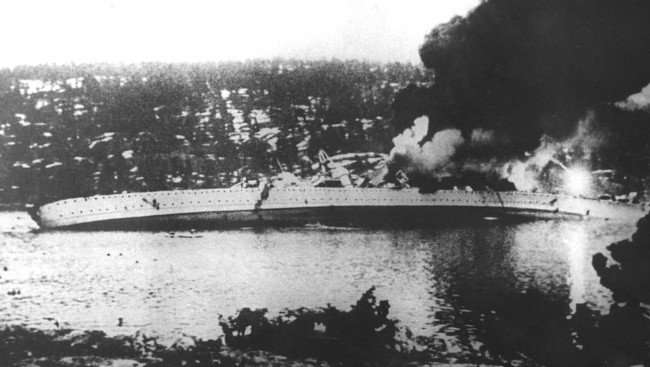
Тяжёлый крейсер «Блюхер», затонувший в Осло-фиорде. 9 апреля 1940 г.

Немецкие тяжёлые крейсера тоже не лучшим образом выступили на поле боя. Карманные линкоры использовались по своему рейдерскому назначению лишь в первый период войны, когда каждый из них совершил по одному океанскому походу. Из них лишь «Адмирал Шеер» проявил себя достаточно успешно, «Дойчланд» досрочно прервал рейдерство вследствие проблем с дизелями, а «Адмирал граф Шпее» был бесславно затоплен своим экипажем после боя у Ла-Платы. После этого «карманники» не слишком результативно действовали у берегов Норвегии, а конец войны встретили на Балтике, где и были потоплены британской авиацией в 1945 году.
Более традиционные тяжёлые крейсера Германии также не преуспели. «Блюхер» (нем. Blücher) был потоплен в первом же походе норвежской береговой обороной, «Принц Ойген» (нем. Prinz Eugen) после участия в бою в Датском проливе и операции «Церберус» провёл большую часть войны в ремонте и закончил её как корабль огневой поддержки на Балтике. «Адмирал Хиппер» провёл лишь один, относительно успешный, рейдерский поход, а после повреждений в Новогоднем бою фактически выбыл из строя.

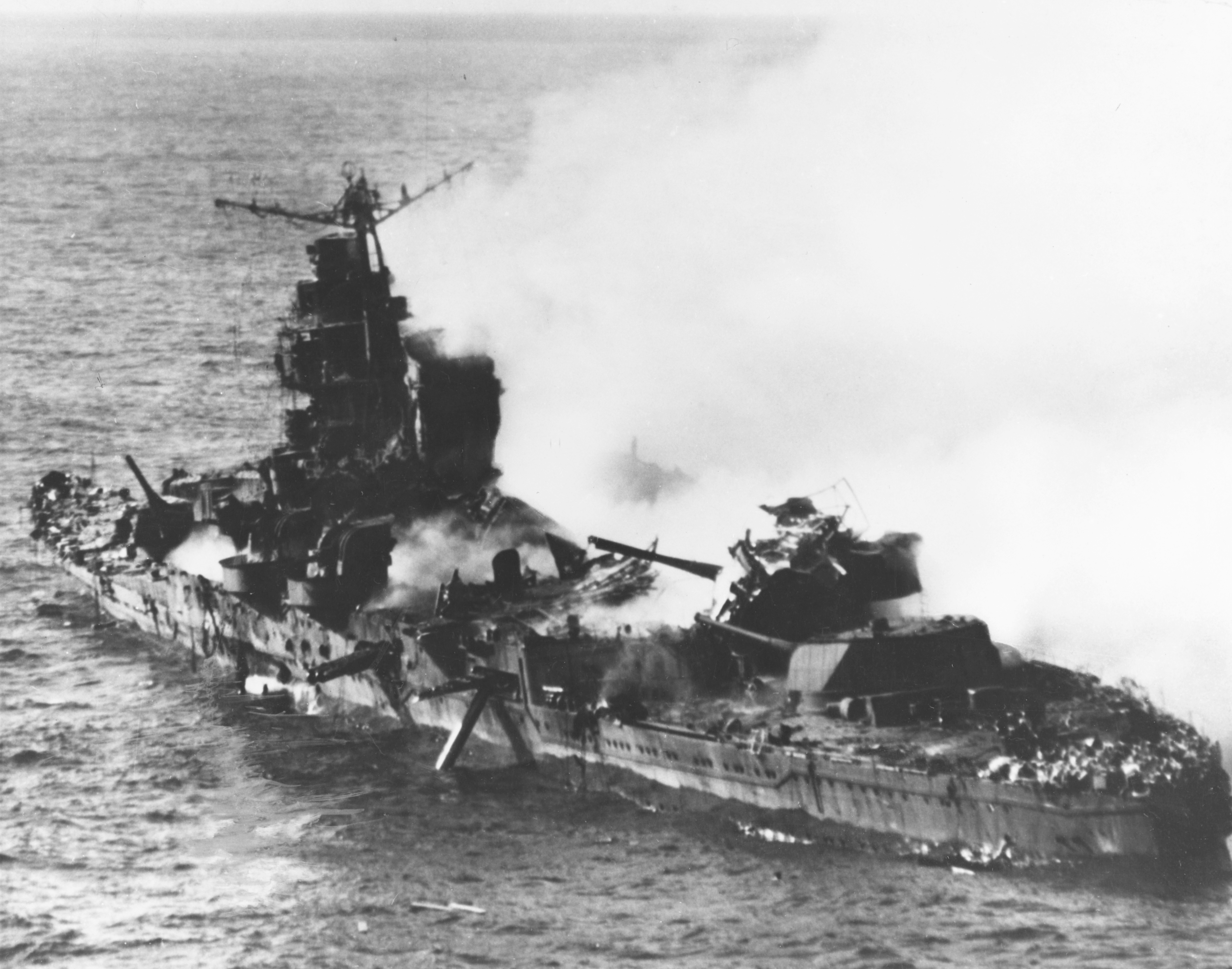
Тяжёлый крейсер «Микума» перед своей гибелью в сражении за Мидуэй. 6 июня 1942 г.

Японские тяжёлые крейсера превосходно показали себя на первом этапе войны, легко расправляясь с сопоставимым противником. Особенно они отличились в сражениях в Яванском море и у острова Саво. За всё время войны японцы потеряли от артиллерийского огня лишь один тяжёлый крейсер — устаревший «Фурутака». В дальнейшем их главными противниками стали авиация и подводные лодки, противостоять которым они не смогли. Тем не менее, тяжёлые крейсера оказались наиболее боеспособной силой японского флота.

В целом, японские тяжёлые крейсера показали себя в годы войны совсем неплохо. Артиллерией и торпедами они потопили 6 тяжёлых и 3 лёгких крейсера, эскортный авианосец, 8 эсминцев и два десятка вспомогательных судов и транспортов союзников. Их успехи безусловно могли быть более весомыми, если бы командование не берегло их для генерального эскадренного сражения, а почаще использовало в составе поисковых оперативных групп, как это делали американцы, и если бы не так быстро господство в воздухе перешло к противнику.
— Сулига С. В. Японские тяжёлые крейсера. Т. 2

### Строительство тяжёлых крейсеров в годы Второй мировой войны

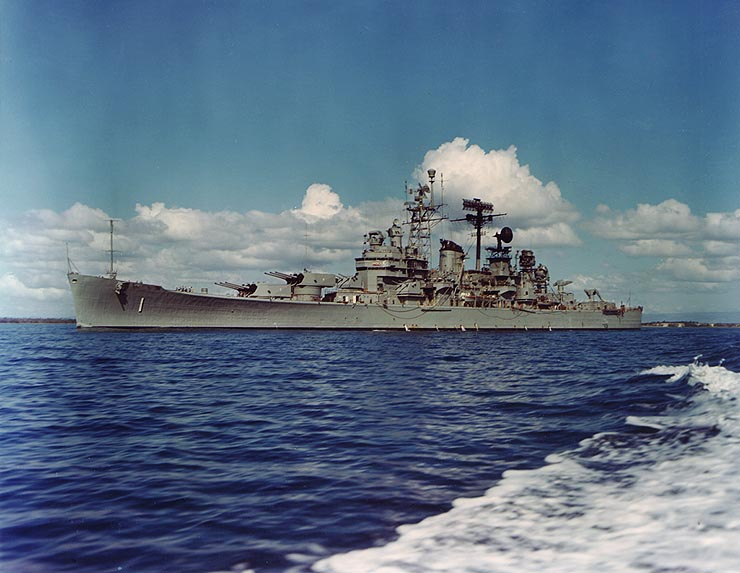
Тяжёлый крейсер «Бостон» типа «Балтимор»

С началом Второй мировой войны все соглашения об ограничении вооружений потеряли смысл. За возникшую возможность немедленно ухватились адмиралы американского флота, желавшие получить крупную серию тяжёлых крейсеров. Разработка проекта стартовала в 1939 году. Хотя новый корабль создавался на базе проекта «Уичита», исходная конструкция была значительно усовершенствована. Недостаточную остойчивость прототипа устранили расширением корпуса, бронирование усилили, резко увеличили число зенитных орудий. Стандартное водоизмещение при этом приблизилось к 14 тыс. тонн. Довольное командование флота начало выдавать заказы на крейсера типа «Балтимор» (англ. Baltimore) в 1940 году. В конечном счёте было заказано 24 корабля, но фактически построили лишь 14. Первые из них начали вступать в строй с апреля 1943 года.
Кроме того, ещё 4 заказанных крейсера были достроены в качестве типа «Орегон» (англ. Oregon City). По сути это были те же «Балтиморы», но имевшие изменённую компоновку. Они получили лишь одну дымовую трубу вместо двух, что позволило расширить секторы обстрела зенитной артиллерии.
Заметно больше изменений оказалось в последнем проекте американского тяжёлого крейсера. Ночные бои, которые пришлось вести флоту США в 1942—1943 годах, выявили весьма опасный недостаток — низкую скорострельность главного калибра тяжёлых крейсеров. Ввиду этого американцы приступили к разработке полностью автоматизированных 203-мм орудий. Хотя новая артиллерия получилась очень тяжёлой, её характеристики впечатляли — техническая скорострельность достигла 10 выстрелов в минуту на ствол, практическая 6-7, то есть вдвое превышала прежние показатели. По ходу проектирования вносились и другие новшества, в частности, снова усилилась броневая защита, а 40-мм автоматы «Бофорс» были заменены 76-мм автоматическими пушками. Стандартное водоизмещение при этом превысило 17 тыс. тонн. В итоге американским флотом были заказаны 12 крейсеров нового типа — «Де Мойн» (англ. Des Moines). Впрочем, на войну ни один из «Де Мойнов» не успел, и в итоге было построено лишь 3 корабля.

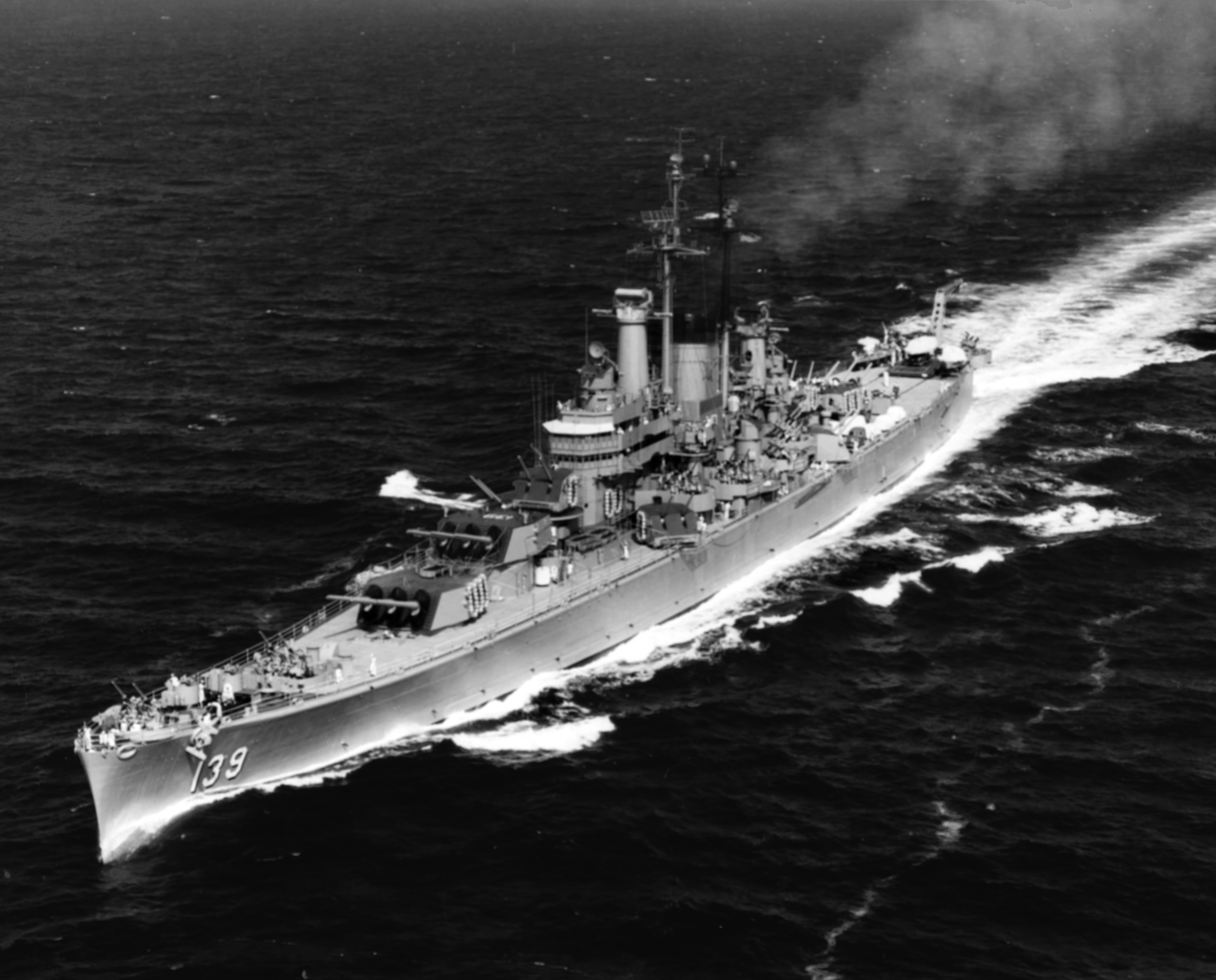
Тяжёлый крейсер «Салем» типа «Де Мойн»

Германия к началу войны имела на стапелях 3 тяжёлых крейсера типа «Адмирал Хиппер», но успела закончить лишь один — «Принц Ойген». Судьба второго оставшегося крейсера, «Зейдлица» (нем. Seydlitz), сложилась весьма любопытно. Он был практически полностью достроен к маю 1942 года, но к тому времени А. Гитлер успел разочароваться в крупных артиллерийских кораблях. В итоге почти готовый крейсер решили перестроить в авианосец, но работы продвигались более чем неспешно и окончательно прекратились к апрелю 1943 года — Германии стало уже не до авианосцев. В конечном счёте корабль был затоплен при приближении советских войск.
Ещё более странной оказалась судьба «Лютцова» (нем. Lützow). В недостроенном виде он был в начале 1940 года продан СССР и включён в состав советского ВМФ под именем «Петропавловск». Довести постройку до конца не удалось вследствие затягивания поставок немецкими контрагентами, и Великую Отечественную войну корабль встретил без хода, будучи частично вооружённым. Он поучаствовал в обороне Ленинграда в качестве несамоходной батареи, жестоко пострадал от огня немецкой осадной артиллерии, а после войны восстановление «Петропавловска», затем переименованного в «Таллин», было признано нецелесообразным.
Кроме того, попытку построить в ходе войны тяжёлые крейсера предприняла и Япония. В 1942 году было заложено два крейсера типа «Ибуки». По своей конструкции они в основном повторяли последние два крейсера типа «Могами» («Кумано»/«Судзуя»), но несли усиленную зенитную артиллерию и были несколько крупнее — ограничивать водоизмещение больше не требовалось. Головной крейсер был спущен на воду год спустя, но приоритеты флота изменились — теперь требовались прежде всего авианосцы. К перестройке приступили в 1943 году, но работы шли с большими трудностями, и к моменту окончания войны корабль оставался недостроенным.
Второй крейсер этого типа был заложен в том же 1942 году, но очень скоро снят со строительства, не успев получить даже имени. Ещё два предполагавшихся тяжёлых крейсера нового типа вовсе не закладывались.
Прочие морские державы не предпринимали попыток строить тяжёлые крейсера в ходе войны.

## Тяжёлые крейсера в послевоенный период

### Страны НАТО
В первый послевоенный период корабли этого класса остались лишь у США, Великобритании и Испании. Англичане, располагавшие лишь сильно изношенными боевыми единицами, построенными в 1920-х годах, избавились от тяжёлых крейсеров к началу 1950-х. В отличие от своего союзника, США имели достаточно новых тяжёлых крейсеров, и очень скоро им нашлось достойное применение. Так, в течение 1950—1953 годов у берегов Кореи побывало 8 крейсеров типа «Балтимор», занимавшихся артиллерийской поддержкой американских войск. В этой роли они показали себя заметно лучше своих лёгких собратьев. Благодаря мощной артиллерии их применение было признано эффективным и продлило жизнь ветеранам.

Зато тяжёлые крейсера хорошо проявили себя в совершенно неожиданном качестве — как корабли артиллерийской поддержки. Здесь как раз требовался снаряд потяжелее. Недаром после войны все лёгкие крейсера практически сразу были выведены из состава флота. Американцы не стали достраивать даже новейшие серии «Фарго» и «Вустера». Зато тяжёлые крейсера сохранялись очень долго. Они успели повоевать и в Корее, и во Вьетнаме. Но как зло посмеялась судьба! Унизить гордого пенителя морей, наследника романтических фрегатов до пошлой плавучей батареи… Кто мог себе такое представить?
— Американские крейсера Второй мировой войны

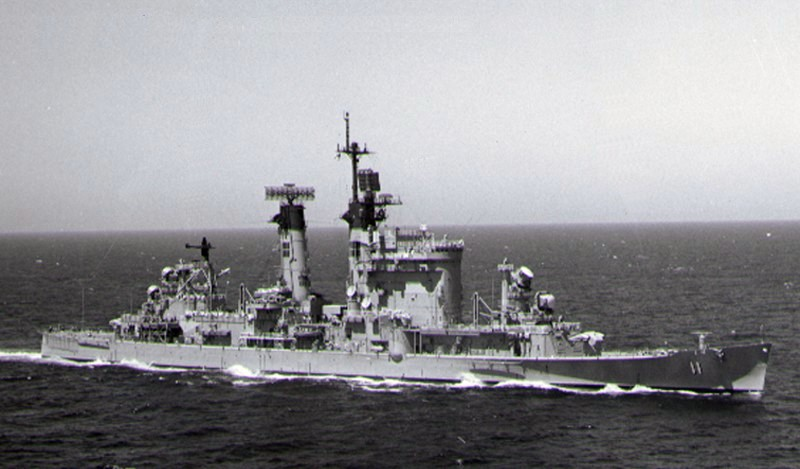
CG-11 «Чикаго», тяжёлый крейсер типа «Балтимор», перестроенный в ракетный.

В 1960-е часть тяжёлых крейсеров вступила в новом качестве — в 1956—1962 годах 5 крейсеров типа «Балтимор» было перестроено в ракетные. Ряд этих кораблей, а также три чисто артиллерийских крейсера приняли участие в войне во Вьетнаме, вновь обстреливая побережье.
К выводу артиллерийских крейсеров из состава флота американцы приступили лишь в конце 60-х годов. К 1975 году в составе американских ВМС числилось лишь два тяжёлых крейсера — «Де Мойн» и «Салем». Эти ветераны оставались в резерве на все 1980-е годы. Однако рекорд активной службы для кораблей этого класса поставили не они, а единственный испанский тяжёлый крейсер «Канариас», выведенный из состава лишь в 1975 году.

### Разработка проектов тяжёлых крейсеров в СССР после Великой Отечественной войны
Согласно десятилетнему плану военного судостроения на 1946—1955 годы, разработанному Главным морским штабом, на 1 января 1956 года в составе ВМФ СССР предполагалось иметь 10 тяжёлых крейсеров проекта 66 с 220-мм артиллерией, предназначавшихся для обеспечения боевой эффективности действий советского флота на всех морских театрах. Крейсер проекта 66 задумывался как советский ответ на американские тяжёлые крейсера типа «Де Мойн», но он оказался почти на 9000 тонн большего водоизмещения. Размеры проекта 66 не соответствовали его реальной ударной мощи, при том, что по размерам он приближался к гораздо более мощным кораблям проекта 82. На состоявшемся 27 сентября 1945 года совещании у И. В. Сталина, с участием руководителей судостроительной промышленности, командования ВМФ и членов Политбюро ЦК ВКП(б), Сталин высказался за увеличение числа тяжёлых крейсеров и вооружение их 305-мм, а не 220-мм артиллерией. По результатам совещания СНК СССР постановлением от 27 ноября 1945 года утвердил в составе десятилетнего плана военного судостроения строительство 7 тяжёлых крейсеров проекта 82: четыре из них планировалось сдать к 1955 году и ещё три крейсера заложить.
Тяжёлые крейсера проекта 82 стали единственными и последними в мире тяжёлыми артиллерийскими кораблями, заложенными после окончания Второй мировой войны. Назначение тяжёлых крейсеров было неясным. Так, первоначально планировалось, что основным назначением крейсеров этого подкласса будет борьба с тяжёлыми крейсерами противника. Однако конечное назначение кораблей проекта было определено в ходе личного вмешательства Сталина, заявившего морякам следующее:

Нам нечего ввязываться в бой с тяжёлыми крейсерами противника. Основная задача тяжёлого крейсера должна быть иной — борьба с лёгкими крейсерами противника. Надо увеличить его скорость до 35 узлов, чтобы он наводил панику на лёгкие крейсера противника, разгонял их и громил. Этот крейсер должен летать как ласточка, быть пиратом, настоящим бандитом. Он должен уйти из-под удара тяжёлых кораблей противника.
Разработка эскизного и технического проектов тяжёлого крейсера типа «Сталинград» (проект 82) заняла у конструкторов более 5 лет: технический проект тяжёлого крейсера был утверждён постановлением Совмина СССР от 4 июня 1951 года, и к осени 1952 года была осуществлена закладка 2 кораблей проекта. После смерти И. В. Сталина, на основании постановления правительства от 18 апреля 1953 года, строительство трёх строившихся к тому времени крейсеров типа «Сталинград» было прекращено.

## Итоговые оценки
Американские тяжёлые крейсера «Де Мойн» и «Салем» стали последними тяжёлыми крейсерами в истории. Оба ветерана были списаны в 1991 году.
Подводя итог, результаты применения тяжёлых крейсеров во Второй мировой войне можно оценить как разочаровывающие. За исключением отдельных эпизодов, они не смогли оправдать немалых затрат на своё создание. Область их применения оказалась ограниченной, уязвимость чрезмерной, а стоимость высокой.

«Вашингтонские» крейсера представляли собой искусственный тип, просто избыточный с тактической точки зрения…война, как самый беспристрастный судья, вынесла тяжёлым крейсерам однозначный приговор — они не оправдали возлагаемых на них надежд, а истинными универсалами оказались крейсера с многочисленными 152-мм орудиями.
— Патянин, Дашьян, 2007, с. 15
Едва ли не все морские державы, проектируя свои тяжёлые крейсера, предназначали их для действий на океанских коммуникациях. Фактически же подобного рода деятельность заняла лишь небольшое место в боевой работе тяжёлых крейсеров во время Второй мировой войны. В результате в боях выявились слабые стороны этих кораблей — прежде всего недостаточная защищённость и скромные возможности ПВО. Лишь Япония создавала свои тяжёлые крейсера с ориентацией не на рейдерские действия, а на истребление «вашингтонских» крейсеров других стран. Неудивительно, что в ходе войны японские тяжёлые крейсера проявили себя заметно лучше, чем их зарубежные одноклассники.
США, будучи единственной страной, строившей крупные серии тяжёлых крейсеров в ходе войны, в конечном счёте выработали весьма эффективный тип корабля этого класса — быстроходный, хорошо защищённый, сильно вооружённый, с отличной системой ПВО, но ко времени их вступления в строй артиллерийские бои крупных кораблей почти прекратились. Впрочем, «Балтиморы» и «Орегоны» хорошо проявили себя в качестве эскорта авианосных соединений, а также как корабли огневой поддержки десанта.
В роли огромных канонерок американские тяжёлые крейсера провели и свою послевоенную карьеру, успев поучаствовать в Корейской и Вьетнамской войнах. Более того, солидные размеры позволили без особых проблем перестроить часть из них в ракетные, что обеспечило им долгую карьеру в качестве кораблей первой линии.
Что касается послевоенного строительства в СССР тяжёлых, а фактически сверхтяжёлых крейсеров, то традиционные оценки сводятся к утверждениям о косности советских адмиралов и неадекватных представлениях И. В. Сталина о характере будущей морской войны. Впрочем, с течением времени появились и иные воззрения на этот счёт. С началом боевой службы советского ВМФ артиллерийские крейсера проекта 68бис стали использоваться для решения задачи сопровождения американских авианосных соединений в готовности к немедленному применению оружия:

Очевидно, что разрезанные на металл недостроенные тяжёлые КР пр. 82 могли быть использованы в этом случае ещё более эффективно, так как любой АВ на эффективной дистанции артиллерийского огня его 305-мм орудий через 1-2 минуты мог быть превращён в пылающие развалины. Наконец, тяжёлые артиллерийские корабли — ЛК и КР обладали значительной устойчивостью и были способны до своей гибели нанести поражение АВ даже в ответном ударе.
— Кузин В.П. Никольский В.И. Военно-морской флот СССР 1945-1991